# Pterodactylus
Pterodactylus is een geslacht van uitgestorven vliegende reptielen, een pterosauriër behorend tot de groep van de Pterodactyloidea, dat 150 miljoen jaar geleden leefde tijdens het Laat-Jura.
Pterodactylus was de eerste pterosauriër die ontdekt werd, rond 1780 in Duitsland. Het fossiel liet een wezen zien dat er heel anders uitzag dan enig thans nog levend dier. Het overtuigde, samen met de ook rond die tijd gevonden Mosasaurus, veel geleerden ervan dat dieren konden uitsterven, en dat de aarde enorm oud was en vroeger bevolkt werd door heel andere levensvormen. Georges Cuvier gaf het dier in 1809 zijn geslachtsnaam Pterodactylus, die 'vleugelvinger' betekent, omdat het een vlieghuid had die aan de lange vierde vinger vastzat. Hij toonde ook aan dat het een reptiel was, terwijl andere wetenschappers gedacht hadden dat het om een vleermuis ging of een vogel.
In het begin kreeg iedere nieuwe pterosauriërsoort die daarna ontdekt werd de naam Pterodactylus en zo werden er 105 soorten benoemd voor het geslacht. Later kregen die soorten vaak hun eigen geslachtsnaam. Ook werd duidelijk dat veel soorten samengevoegd konden worden. Fossielen die maar weinig verschilden of jonge dieren hadden namelijk ten onrechte een aparte naam gekregen. Tegenwoordig wordt nog maar één soort in het geslacht Pterodactylus erkend: Pterodactylus antiquus.
Pterodactylus is bekend van vrij veel fossielen uit de Solnhofener kalksteen. Dit gesteente heeft de eigenschap dat het de resten heel goed conserveert. Niet alleen het skelet is zo in ieder detail bekend, maar ook afdrukken van delen die op zich vergaan zijn, zoals de vlieghuiden, zijn bewaard gebleven. Hierdoor weten we dat Pterodactylus een vacht had en vermoedelijk warmbloedig was. Op de nek had hij manen en op het hoofd een schedelkam van zacht bindweefsel. De meeste fossielen zijn van jonge dieren en vrij klein; volwassen kon Pterodactylus een vleugelspanwijdte bereiken van minstens een meter.
Pterodactylus was een goede en behendige vlieger maar kon ook goed lopen doordat hij lange middenhandsbeenderen had. Staande zocht hij met zijn lange hals en spitse bek naar kleine ongewervelden in de modder.

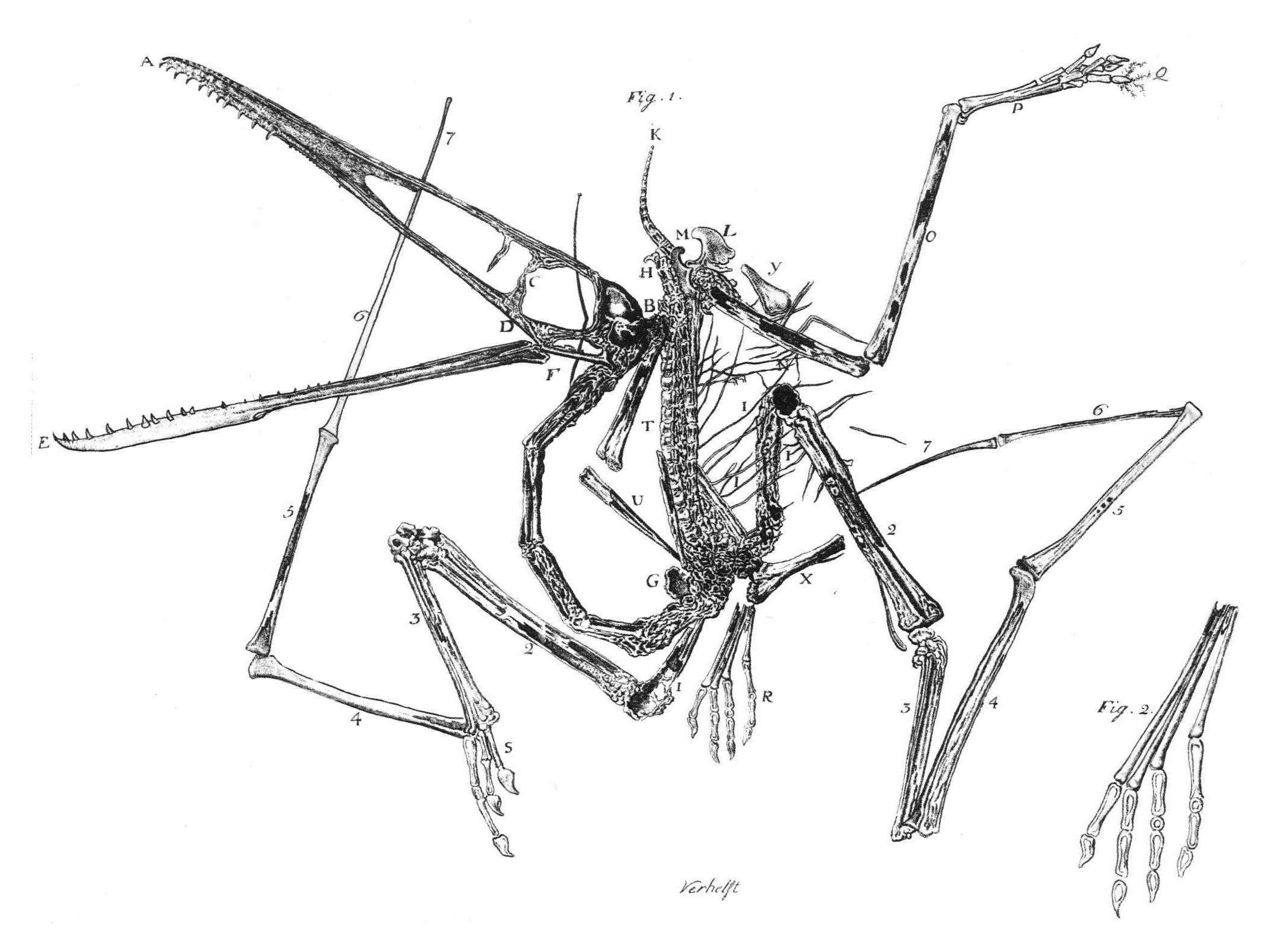
De gravure uit 1784 van het eerste fossiel van Pterodactylus, door Verhelst

## Ontdekkingsgeschiedenis en naamgeving

### Collini beschrijft een raadselachtig fossiel
Pterodactylus is de eerste pterosauriër waarvan wetenschappers zich bewust waren dat hij bestond. In 1784 werd de vondst beschreven door Cosimo Alessandro Collini, directeur van het naturaliënkabinet van Karel Theodoor van Beieren, de keurvorst van de Palts, te Mannheim. Het betrof een fossiel op een enkele steenplaat, gevonden in een kalksteengroeve bij Eichstätt. Het specimen was geschonken door graaf Friedrich Ferdinand tot Pappenheim, in ieder geval na 1767 — het fossiel komt dat jaar niet op de inventarislijsten van de verzameling voor — en vermoedelijk rond 1780. We weten niet of het exemplaar recent was opgegraven of zich wellicht al langere tijd in het bezit bevond van het geslacht zu Pappenheim. Collini liet de beschrijving vergezeld gaan van een fraaie kopergravure gemaakt door graveur Egid Verhelst II, de eerste afbeelding die ooit van een pterosauriër gemaakt zou worden.

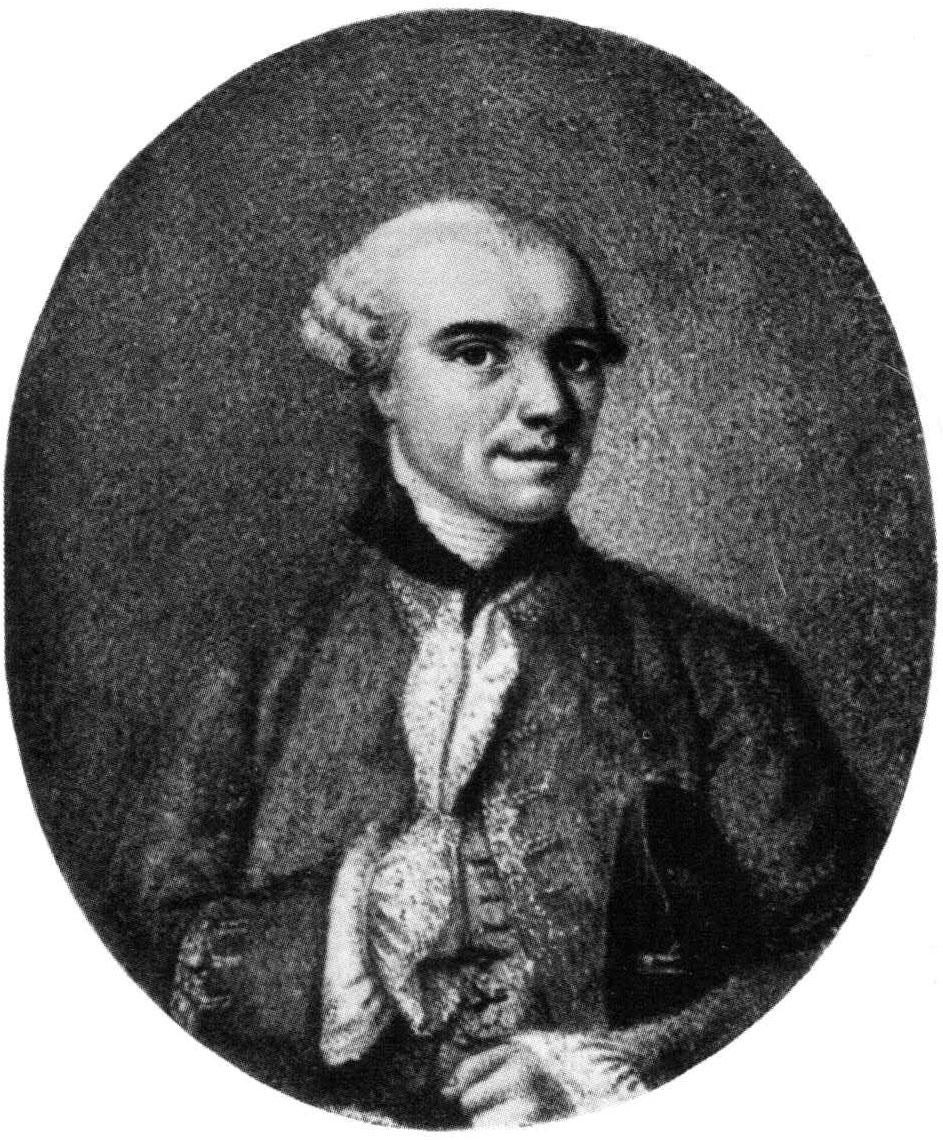
Collini

Collini besteedde bijzondere aandacht aan de vondst omdat hij het een uiterst raadselachtig fossiel vond: het toonde een dier waarvan alleen duidelijk was dat het een gewervelde betrof; meer bepaaldelijk leek het bij geen enkele bekende diergroep onder te brengen. In vroeger tijden waren dergelijke curiositeiten verklaard als spelingen der natuur of mythisch geduid als resten van fabeldieren. Collini was echter een kind van de Verlichting en werd niet meer geacht in dat soort monsters te geloven. Op het eind van de achttiende eeuw begon algemeen aanvaard te worden dat fossielen de overblijfselen waren van normale dieren, die versteend waren in een, zij het nog onbegrepen, natuurlijk proces. Dit dier echter, was verre van 'normaal' en leek precies zo'n monster. Al eerder was het velen opgevallen dat dieren uit oudere aardlagen niet identiek waren aan de huidige en Collini begon zich bij deze vondst voorzichtig af te vragen of een eerdere leefwereld niet bevolkt was geweest door zeer afwijkende vormen. In zijn worsteling dit probleem te bevatten, werd hij gehinderd door het feit dat op dat moment een grote ouderdom van de aarde noch het uitsterven van diersoorten gangbare denkbeelden waren; het hele begrip uitsterving bestond niet eens. Toch overwoog hij de mogelijkheid dat een soort catastrofe de oudere dieren zou hebben uitgeroeid waarna op een af andere wijze weer nieuwe dieren verschenen.

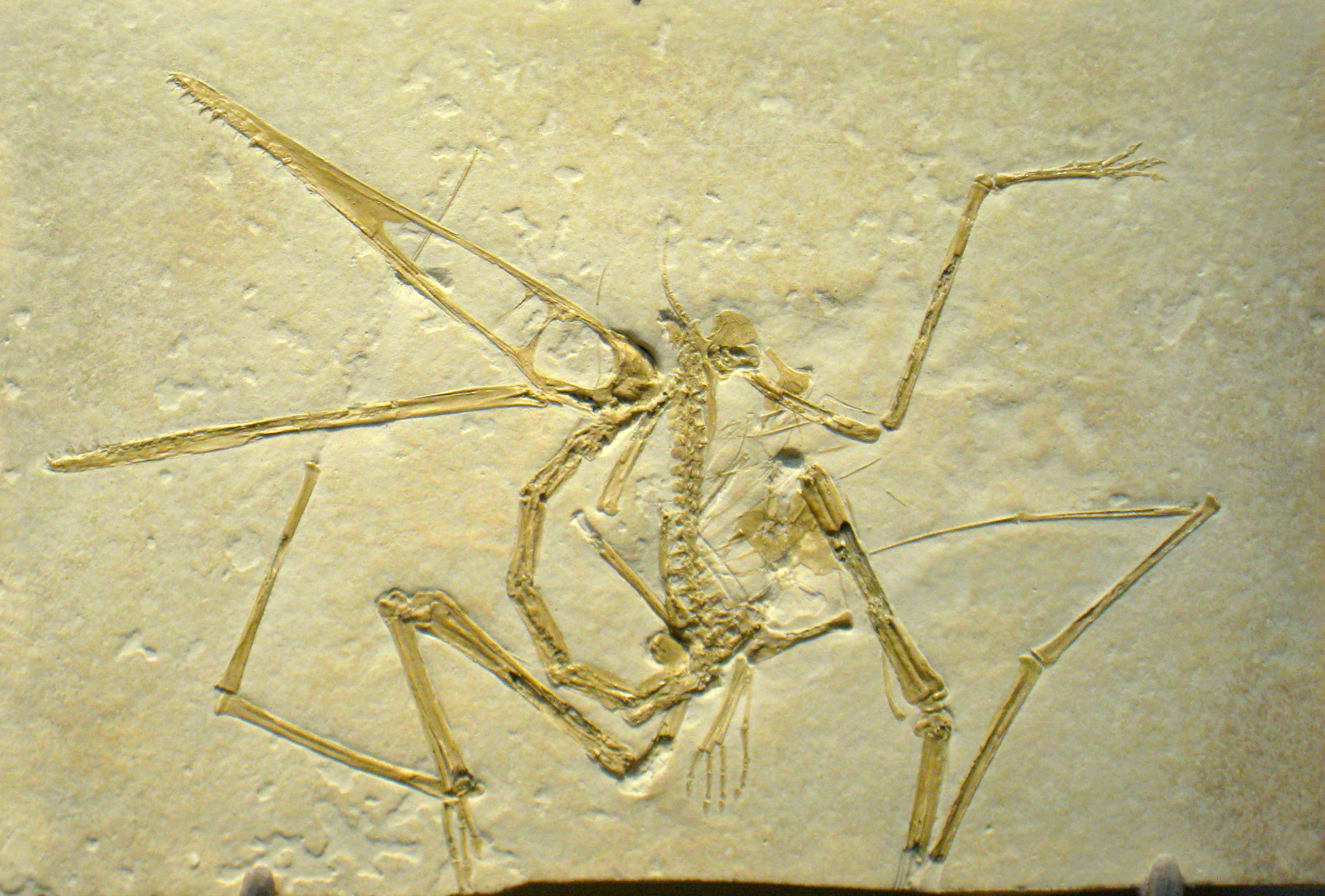
Een afgietsel van het fossiel

Zijn beschrijving van het fossiel liet hij echter niet te veel door dit soort speculaties beïnvloeden. Hij deed zijn best het dier met bestaande vormen te vergelijken. Daarbij probeerde hij vooropgezette denkbeelden zo veel mogelijk te vermijden. Hoewel het skelet redelijk in verband lag, waren er kleine onderbrekingen met de rechterhand en -voet; Collini besteedde hierom serieuze aandacht aan de mogelijkheid dat die van een ander dier afkomstig zouden kunnen zijn. Hij begreep dat de armen van het dier opgevouwen konden worden en dat de verlengde vierde vinger een vlieghuid ondersteund zou kunnen hebben. Daaruit werd door hem echter niet de conclusie getrokken dat hij een heel nieuwe groep vliegende dieren ontdekt had maar hij trachtte de vorm onder te brengen bij bekende vliegende groepen. Daarbij verwierp hij meteen de mogelijkheid dat het een vogel zou kunnen zijn, daarvoor was de bouw te afwijkend. Met de vleermuizen bestonden overeenkomsten in de lange vingers, de staart en de achterpoten; de schedel was echter zo volkomen verschillend dat ook die groep niet in aanmerking kwam. Uiteindelijk was zijn conclusie dat als het dier aan enige huidige vorm verwant was, het om een nog onontdekte vorm moest gaan die zich in de diepten van de zee voor de mensheid verscholen had weten te houden en dat het membraan van de armen in dat geval wellicht gebruikt zou zijn om te zwemmen — maar om daar iets met zekerheid van te zeggen, zouden we veel meer moeten weten van de algehele levenswijze van het dier; heel misschien was die "amfibisch", dus met een mogelijkheid zowel in het water als op het land te leven.

### Cuvier stelt vast dat zijnPtéro-Dactyleeen reptiel is

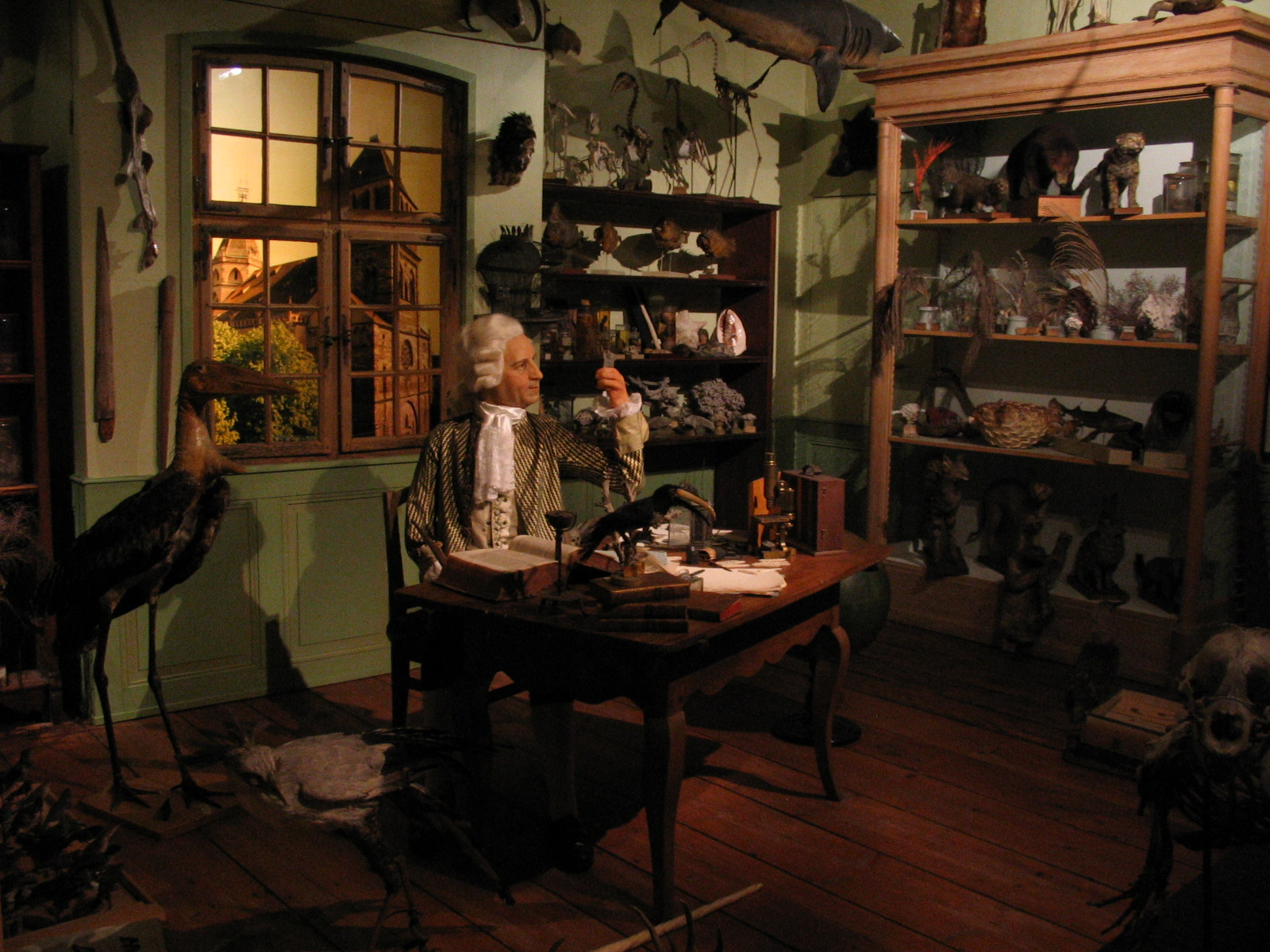
Johann Hermann aan zijn werktafel

In 1800 werd het fossiel onder de aandacht gebracht van de Duits/Franse vergelijkend anatoom Georges Cuvier. De aanleiding daarvoor was tamelijk bijzonder: het Franse Consulaat was net een campagne begonnen in Duitsland en het Franse leger werd vergezeld van een speciale politiek commissaris, François-Marie Neveu, wiens opdracht het was zo veel mogelijk kunstschatten en zaken van wetenschappelijk belang naar Frankrijk af te voeren. De rechtmatige eigenaars hadden daarbij de keuze hun bezit vrijwillig af te staan in dienst der kunsten en wetenschappen of het onvrijwillig kwijt te raken als oorlogsbuit; beide mogelijkheden tezamen stonden bekend onder de noemer saisies et offrandes volontaires. In Straatsburg nu woonde professor Jean of Johann Hermann, en die stuurde in maart 1800 een brief naar zijn vriend Cuvier in Parijs met de vraag eens uit te kijken of er met de zendingen niet het fossiel van Collini meegestuurd zou worden. Hij had namelijk van een collega in Mannheim vernomen dat de verzameling daar grotendeels was leeggeroofd. Weliswaar zei hij te walgen van de handelwijze van de Franse troepen, die hij omschreef als vandalen en plunderaars, maar het was een uitgelezen kans om het exemplaar nader te bestuderen.

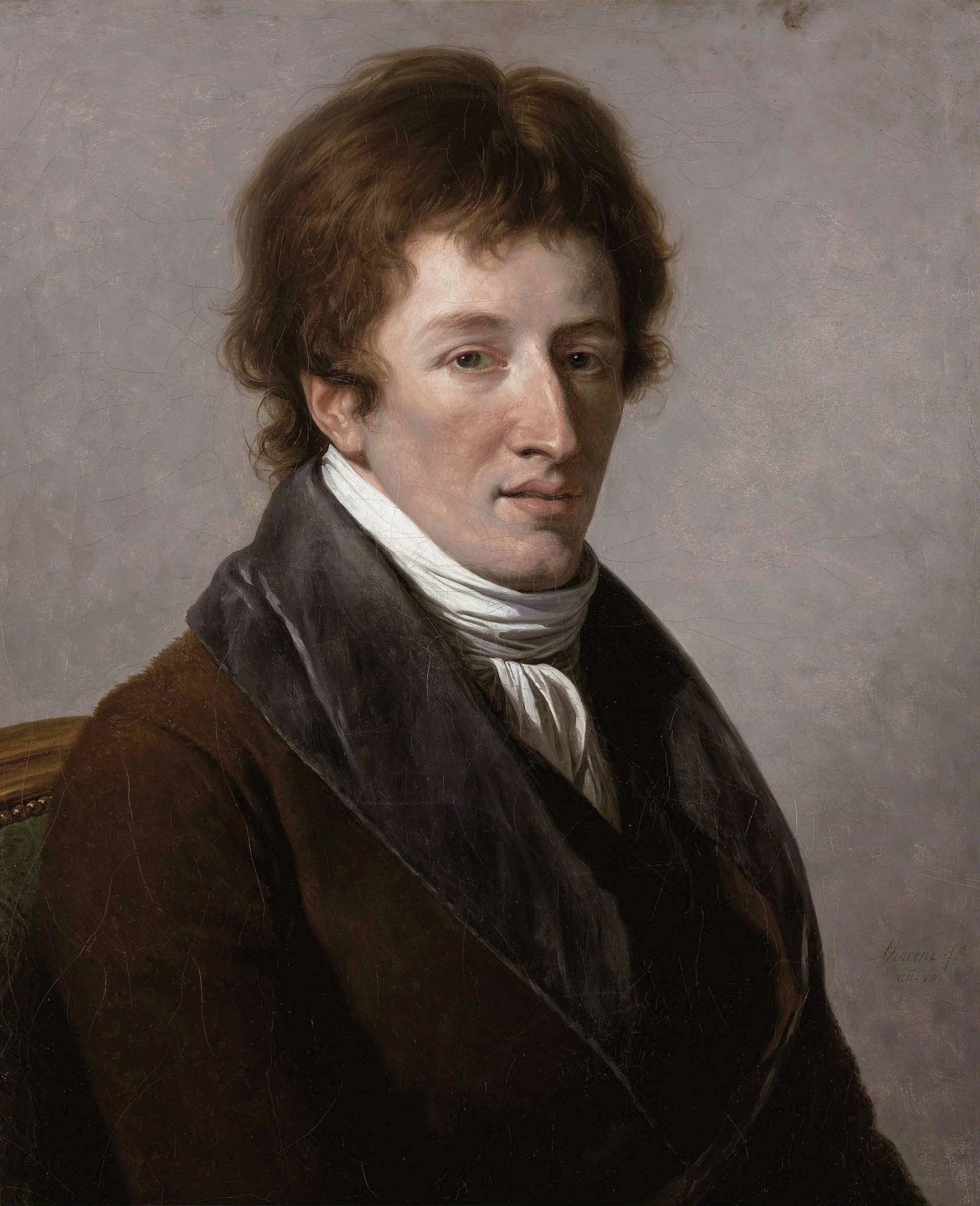
Johann Kuefer, alias Georges Cuvier

Het fossiel zou nooit in Frankrijk aankomen maar Cuvier, die zich tot dat moment misschien niet eens bewust was geweest van het bestaan ervan, zocht meteen Collini's artikel op. In december 1800 vermeldde hij het dier al in een gepubliceerde opzet voor een groot werk dat hij over de gewervelden wilde schrijven; meestal wordt echter als datum daarvoor 1801 gegeven toen ongeveer dezelfde tekst nog eens herdrukt werd in een blad, het Journal de Physique. Daarin kwam hij meteen tot de conclusie dat het een vliegend reptiel betrof, te vergelijken met Draco, het vliegend draakje. De beschrijving bestond maar uit één enkele zin; uit Cuviers andere documentatie weten we dat hij de determinering als reptiel grondde op de cilindrische vorm van het quadratum (een schedelbeen), en verder op het schaambeen, de gelijkvormige tanden en het aantal kootjes in vingers en tenen. Cuvier raakte hierdoor ook meer ingevoerd in de problematiek van het sterk afwijken van eerdere levensvormen. Ongeveer tezelfdertijd werd hij door Adriaan Gilles Camper geïnformeerd dat het fossiel van Mosasaurus dat van een reusachtige varaan was en zo ontstond bij hem de gedachte dat er een eerdere leefwereld bevolkt door reptielen moest hebben bestaan die daarna waren uitgestorven; daarbij zou hij teruggrijpen naar dezelfde catastrofenleer die hij al in Collini's artikel had kunnen lezen. Hermann had er nog op gewezen dat het dier wellicht ook tegenwoordig nog leefde en had ter ondersteuning een prent opgestuurd van een uit China gemeld dier dat een vleermuisachtig lichaam combineerde met de snavel van een vogel, maar Cuvier had dit soort indirect bewijs onmiddellijk als irrelevant van de hand gewezen. In Frankrijk werd Cuviers interpretatie van het fossiel meteen aanvaard, zelfs iets te enthousiast: in 1803 vermeldde François Marie Daudin de soort in zijn standaardwerk over reptielen als een nauwe verwant van Draco, iets wat Cuvier nooit bedoeld had. In Duitsland zag Johann Friedrich Blumenbach het echter in hetzelfde jaar als een oevervogel (palmipède).

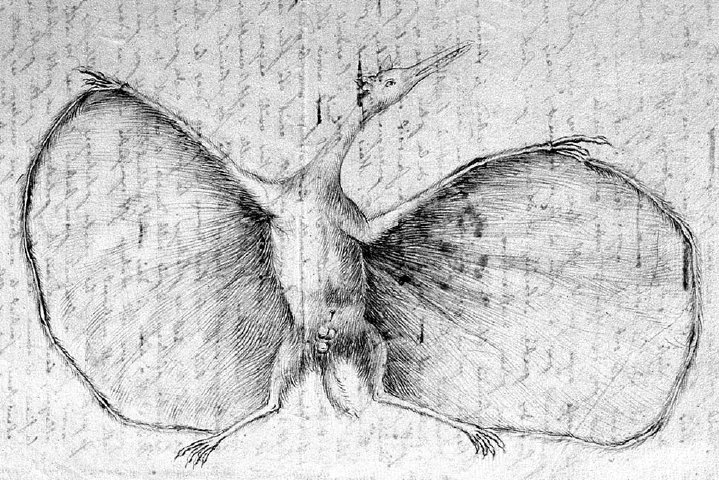
De eerste tekening van Hermann

Cuvier probeerde zich nu een beeld te vormen van uiterlijk en levenswijze van het dier. Hermann had hem daarbij reeds geïnformeerd van diens eigen denkbeelden hierover: het zou een 'tussenvorm' geweest zijn tussen zoogdieren en vogels. Daarmee bedoelde Hermann geen soort die in afstamming tussen beide groepen stond want hij was geen evolutionist, maar letterlijk een wezen dat qua vorm het midden hield tussen de algemene bouwwijze, het archetype, van een zoogdier en een vogel. Het lichaam zou vleermuisvormig geweest zijn, inclusief vacht, melkklieren en externe genitalia, maar de kop vogelachtig, zij het met oorschelpen. Deze hypothese zou Cuvier buiten beschouwing laten, nu hij vastgesteld had dat het om een reptiel ging. Maar Hermanns verwijzing naar vleermuizen en vogels had samengehangen met een tweede suggestie die veel waardevoller zou blijken: dat het dier toch kon vliegen door middel van een vlieghuid verbonden met de vierde vinger. Hermann had daarbij twee pentekeningen aan zijn brief toegevoegd die lieten zien hoe hij zich dat voorstelde, de eerste reconstructies van een levende pterosauriër die we kennen. Bij de eerste was de vleugelvinger helemaal rond gebogen totdat hij contact maakte met de vijfde teen zodat een eigenaardig soort korte vlinderachtige vleugels ontstonden. Boven de tweede pentekening schreef Hermann dat hijzelf ook niet begreep waarom hij gedacht had dat de vleugel zo'n onwaarschijnlijke vorm gehad zou hebben en gaf een veel praktischer alternatief weer: de vleugelvinger was recht uitgestoken naar de zijkanten en de achterrand van de vlieghuid liep van de punt van de vleugel naar de enkels. Ook zou er een vlies geweest zijn dat van de voorrand van de vleugel naar de nek liep. Hermann verwierp Collini's denkbeeld dat het hiermee zou kunnen zwemmen: zeedieren hebben juist verkorte in plaats van verlengde ledematen. Dit was het model dat Cuvier zou overnemen.
Toen het fossiel niet bij de oorlogsbuit bleek te zitten, probeerde Cuvier het alsnog te lokaliseren. Het bleek dat het in 1802 na de dood van Karel Theodoor van Beieren met een belangrijk deel van de collectie van Mannheim in veiligheid gebracht was naar München. Baron Johann Paul Carl von Moll had aldaar zijn connecties met collega René Just Haüy, mineraloog van het Parijse Muséum national d'histoire naturelle, gebruikt om een algehele vrijstelling te krijgen van inbeslagneming van de collecties van de Beierse Akademie voor Wetenschappen. Cuvier zond een brief naar von Moll met de vraag of hij het fossiel mocht bestuderen maar kreeg als antwoord dat het, helaas, onvindbaar bleek. Het is niet zeker of dat een eerlijk antwoord was; vermoedelijk vreesde men aan Duitse kant dat fossielen die naar Parijs werden gestuurd weleens nooit meer terug zouden kunnen keren.
In 1809 publiceerde Cuvier een iets ruimere verhandeling; daarin benoemde hij het dier informeel als Ptéro-Dactyle, 'vleugel-vinger', vanuit het Klassiek Griekse πτερόν (pteron) en δάκτυλος (daktylos), omdat het vleugelbot uit de vierde vinger van de hand bestond. Eigenlijk stond er op de omslag van de publicatie Petro-Dactyle, wat letterlijk 'steenvinger' zou betekenen, maar dat berustte vermoedelijk op een simpele zetfout en werd later door hem gecorrigeerd. In 2023 zou deze naam ironisch nog gebruikt worden voor een echt taxon Petrodactyle. Om ieder misverstand te voorkomen beklemtoonde Cuvier dat het om een krachtige vlieger ging, niet een dier dat zoals Draco slechts tot een glijvlucht in staat was. Als weerlegging van Blumenbachs hypothese dat het om een vogel zou gaan, verwees hij naar de vele verschillen met vogels: de kleinere ribben zonder uitsteeksels voor de ademhalingsspieren, de onvergroeide middenhandsbeenderen en het grotere aantal gewrichtsvlakken in de vleugel met maar één vleugelvinger.

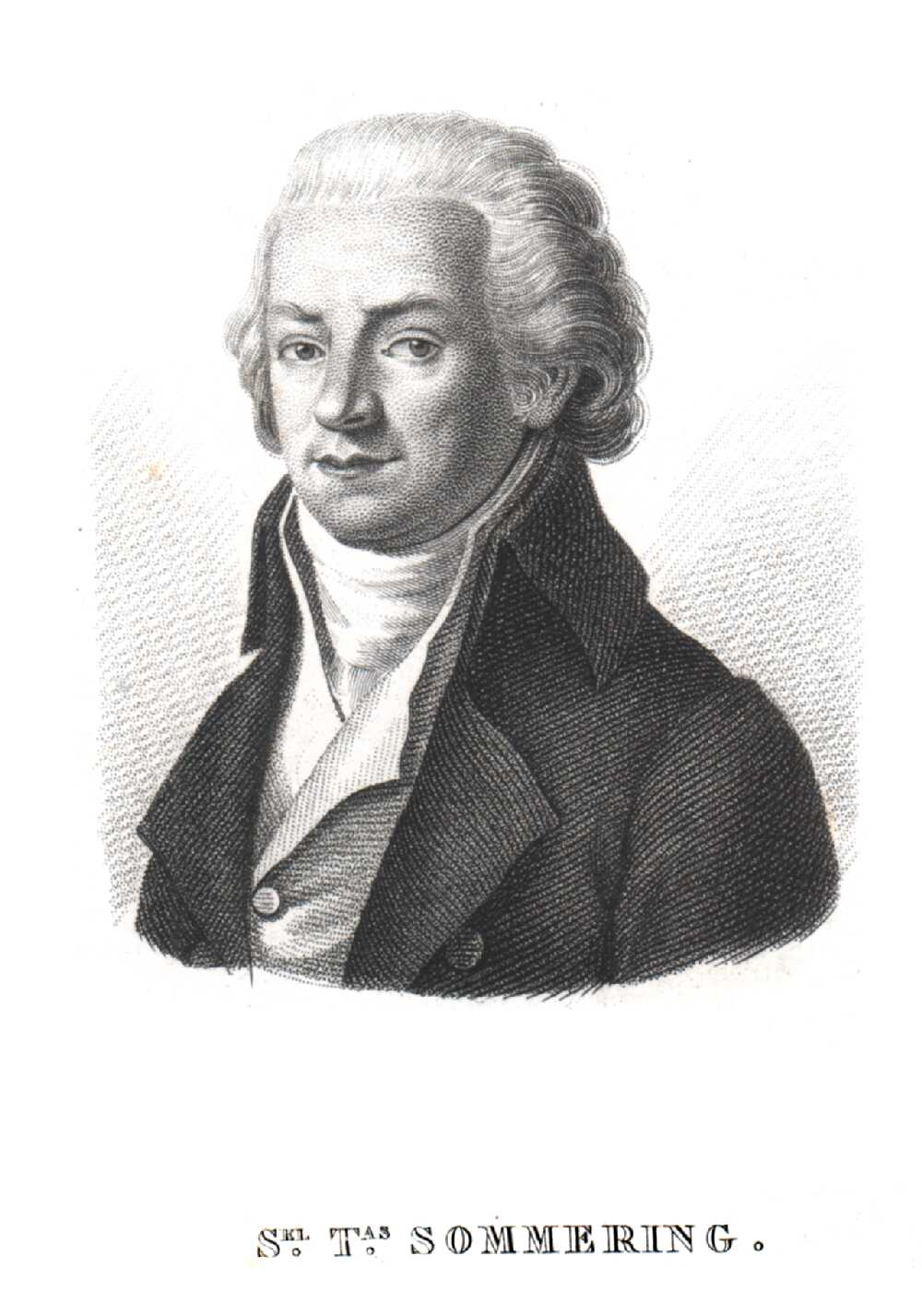
Von Soemmerring

### Von SoemmerringsOrnithocephalus
In januari 1811 kreeg Cuvier een brief van de Beierse conservator Samuel Thomas von Soemmerring, die hem berichtte dat hij pas onlangs van Cuviers verzoek om toezending op de hoogte was gebracht, ongelukkigerwijze vlak nadat von Soemmering zelf, die het fossiel al sinds 1805 aan het bestuderen was, op 27 december 1810 een lezing over het dier gehouden had. De tekst daarvan lag al bij de drukker en in de publicatie zou von Soemmerring het dier benoemen als Ornithocephalus antiquus. De geslachtsnaam betekent 'vogelkop' vanuit het Griekse ornis en kephalè; de soortaanduiding 'de oeroude' in het Latijn. Helaas was hij zich niet bewust geweest van Cuviers publicatie uit 1809 — of diens eerdere naamgeving — maar hij zou die alsnog vermelden in een aparte appendix (Nachtrage).
Cuvier vond de gang van zaken allemaal wel erg toevallig. Von Soemmerring en hij correspondeerden al jaren; waarom was nooit eerder ter sprake gekomen dat deze het fossiel onder zijn hoede had? Hij stuurde onmiddellijk een brief vol verwijten terug, waarin hij aangaf niet te kunnen begrijpen hoe zo'n waardevol stuk zomaar apart gehouden kon worden zonder dat iemand daarvan op de hoogte was en zich verder beklaagde over het gebrek aan medewerking van de Duitse geleerden die karig waren met het toezenden van illustraties terwijl ze zelf vrije toegang hadden tot alle informatie in Parijs. Von Soemmerring deed zijn best alle verdenking weg te nemen en zond in 1818 zelfs een afgietsel van het specimen naar Parijs.

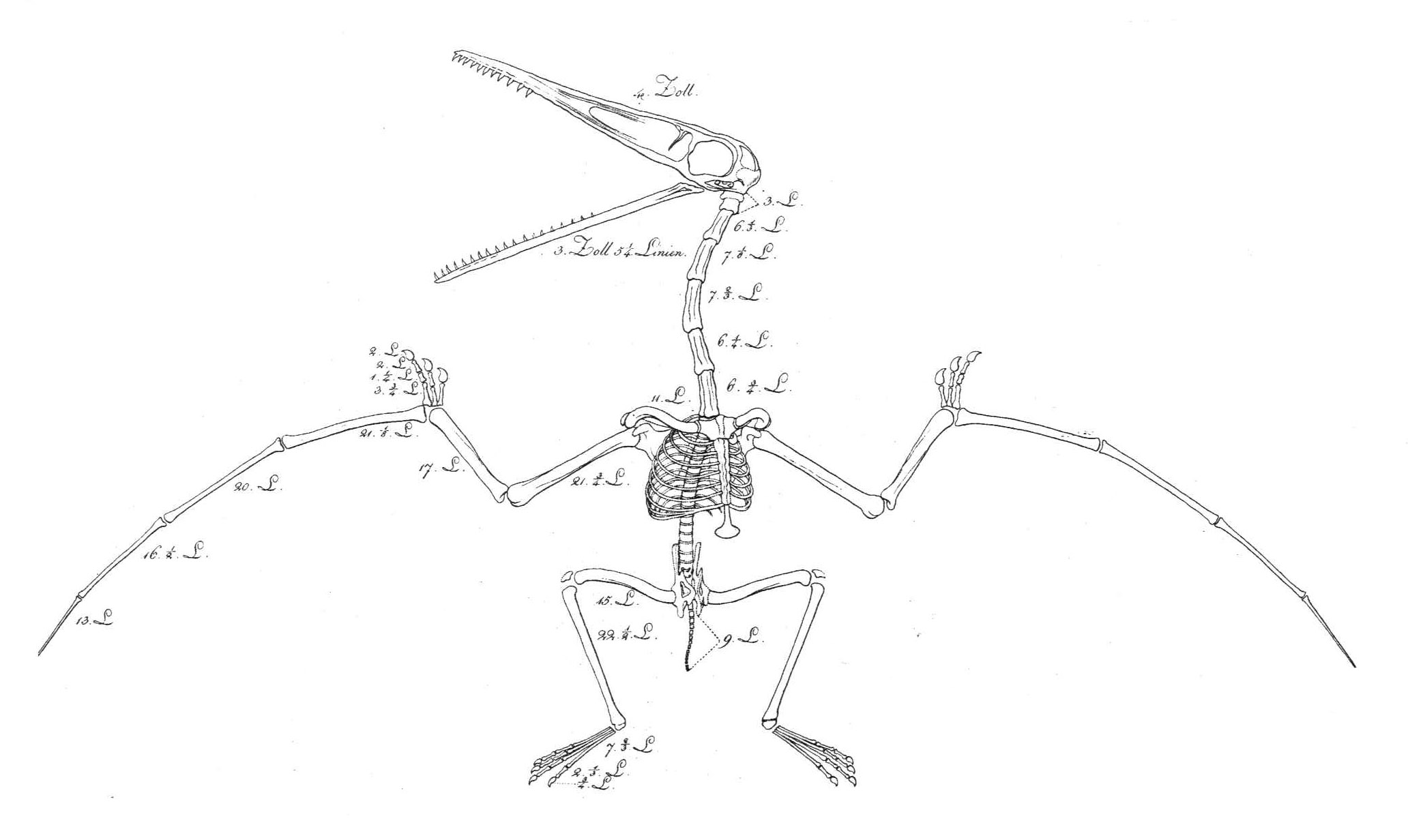
Von Soemmerrings foute reconstructie

De tekst van Von Soemmerrings lezing werd in 1812 gepubliceerd, geïllustreerd met een lithografie van het fossiel en een reconstructie van het skelet. Volgens hem was het dier zowel een vleermuis als een tussenvorm tussen de vogels en zoogdieren. Hij sprak in dit verband zelfs van een geleidelijke reeks vormen tussen beide groepen. Hierom is wel verondersteld dat hij een aanhanger geweest zou zijn van de vroege evolutionist Jean-Baptiste de Lamarck maar in feite gaat het ook hier weer om een overgang tussen twee abstracte archetypen. Opgevat als een concrete afstammingsrelatie zouden beide opvattingen ook tegenstrijdig zijn geweest: een dier kan niet zowel — als vleermuis — een zoogdier zijn, als geen zoogdier. Von Soemmerrings beschrijving van het skelet pretendeerde die van Collini te verbeteren maar bevatte in feite vele fouten. Omdat de middenhandsbeenderen zo lang waren dacht hij dat het de onderarmen betrof. Die had hij weer met de bovenarm verwisseld en de bovenarmen zag hij aan voor een sleutelbeen en een deel van het borstbeen. In het algemeen werd Ornithocephalus als een typische vleermuis gepresenteerd en vergeleken met de huidige vliegende vos: voorzien van een vacht en levend van insecten in een klimaat zo heet als Zuid-India. Om uit te rusten zou het dier op rotswanden zijn neergestreken; dit zou een standaardelement worden in de manier waarop pterosauriërs verbeeld werden.

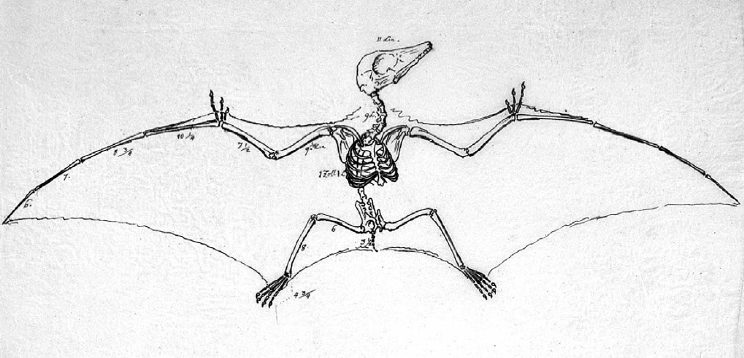
De foute reconstructie van Ornithocephalus brevirostris

In 1817 beschreef von Soemmerring een tweede pterosauriërfossiel uit de Solnhofener kalksteen. Het betrof een veel kleiner skelet dat hij als een tweede soort benoemde: Ornithocephalus brevirostris. De soortaanduiding betekent 'de kortsnuitige', een verwijzing naar het feit dat de schedel meer gedrongen was. Deze vorm vergeleek hij met de huidige tweekleurige vleermuis. De publicatie bevatte opnieuw een lithografie van het fossiel en een, wederom foute, skeletreconstructie, waarin nu het echte borstbeen voor twee schouderbladen werd aangezien. Tegenwoordig weten we dat het een jong exemplaar, wellicht van dezelfde soort als het eerste, betreft, waarvan de snuit nog niet was uitgegroeid. Von Soemmerring wees erop hoe opmerkelijk het was dat vroegere vleermuizen maar één enkele vleugelvinger hadden en maar vier vingers en tenen, in tegenstelling tot alle moderne vleermuizen.

### Cuvier beschrijftPterodactylus
In Duitsland zou von Soemmerrings interpretatie nog lange tijd doorwerken. Tot rond 1840 zagen de meeste Duitse geleerden pterosauriërs als vleermuizen en zelfs toen ook daar begrepen werd dat het reptielen betrof, bleef men ontvankelijk voor de gedachte van Harry Govier Seeley dat het dan wel heel speciale reptielen waren, warmbloedig en met een vacht. Ook toen die opvatting in het midden van de twintigste eeuw in de Engelstalige wereld verlaten was, bleef er een Duitse school bestaan die Seeley's leer trouw bleef, totdat het gelijk ervan in de jaren zeventig bewezen zou worden.
Cuvier daarentegen gaf zijn determinering van het dier als reptiel niet zomaar op. In een brief aan von Soemmerring uit 1811 ging hij in details ten dele met diens beschrijving mee maar verwierp al veel van zijn interpretaties. Zijn Duitse collega was afgegaan op een verouderd werk door Geoffroy Saint-Hilaire dat stelde dat gelijkvormige kegelvormige tanden ook bij zoogdieren voorkomen. Von Soemmerring verdedigde zich door te wijzen op de geklauwde voeten, het lage aantal wervels in de nek, de vlieghuid en het voorkomen van tanden in de bek, die een groot onderscheid met de vogels vormden. Een affiniteit met Draco leek te ontbreken: hij somde dertien punten van verschil op. Cuvier antwoordde hierop dat in al die verschillen met de vogels, het dier meer met de reptielen dan met de zoogdieren overeenkwam en dat het op een misverstand berustte dat hij een verwantschap met Draco zou aannemen.
In 1812 bezochten Cuviers vrienden en collegae Alexandre Brongniart en Constant Prévost München; ze maakten op zijn verzoek schetsen van veel speciale details van het skelet die Cuvier niet op de gravure van Verhelst had kunnen waarnemen. In 1816 liet hij natuurvorser Michel Oppel het fossiel nog eens onderzoeken. Oppel, ook een professioneel kunstenaar, maakte toen meteen een gewassen pentekening van het specimen.
Ondertussen had Cuvier in 1812 de Ptéro-Dactyle voor de derde keer en veel uitgebreider beschreven in zijn grote werk over de fossiele gewervelden, het Ossemens fossiles. Cuvier wees op het enorme verschil in het gebit met de vleermuizen die over voortanden, hoektanden en kiezen beschikken terwijl de tanden van zijn Ptéro-Dactyle eenvormig en reptielachtig zijn. Ook de andere delen van het skelet waren als die van de reptielen: de wervels, de ribben, het bekken en vooral de voet, die sterk op die van een hagedis lijkt. Dat de staart kort was als bij een vleermuis, bewees volgens hem niets; schildpadden hadden immers ook korte staarten. Ook in houding zou het dier zich sterk van de vleermuizen hebben onderscheiden: het zou op zijn achterpoten gelopen hebben met de vleugels opgevouwen. De lange nek was dan opgetrokken als bij de vogels, om beter het evenwicht te bewaren. Wel moest Cuvier toegeven dat kruipen op vier poten wellicht mogelijk was, maar gezien de onbeholpenheid van die methode zou het wel niet de normale wijze van voortbewegen geweest zijn. Met de handklauwen hing het wellicht in de bomen. Zijn prooi bestond uit kleine dieren, wellicht insecten. Al met al waren deze vliegende reptielen volgens Cuvier de meest opmerkelijke wezens uit de hele historie van het dierenrijk en als er nu nog een van zou bestaan, moest het wel het meest vreemde schepsel in de natuur zijn.
Ptéro-Dactyle was een verfranste naam geweest; in die tijd was het gebruikelijker dat soort namen naar het Latijn te standaardiseren. In 1815 gebruikte Constantine Samuel Rafinesque-Schmaltz al de vorm Pterodactylus; naar huidige normen geldt hij als emendator. Dit feit bleef echter lang onbekend en meestal wordt in de oudere literatuur vermeld dat Cuvier zelf de eerste was die in 1819 Ptéro-dactyle tot Pterodactylus latiniseerde. Hij gaf als soortaanduiding longirostris, 'langbek'. Pterodactylus longirostris is volgens de geldende regels echter niet de officiële naam. Toepassing van het beginsel van de prioriteit leidt ertoe dat de geslachtsnaam van Cuvier samengevoegd moet worden met de soortaanduiding van Von Soemmerring en de volle soortnaam dus luidt: Pterodactylus antiquus. Pas in 1888 wees Richard Lydekker dit aan als de typesoort van het geslacht. Overigens maakt niet het feit dat Pterodactylus gelatiniseerd is het tot de geldende geslachtsnaam maar dat Ptéro-Dactyle niet volgens de regels gevormd is, die zowel diakritische tekens als een trait d'union verbieden; 'pterodactyle' zou ook correct geweest zijn. Deze overweging maakt het ook mogelijk Pterodactylus als een emendatie van Ptéro-Dactyle te zien waardoor de naam prioriteit kan hebben ten opzichte van Ornithocephalus; in de vroege negentiende eeuw — toen die regel nog niet bestond — waren er veel geleerden die stelden dat Ornithocephalus prioriteit had. Het holotype, het naamdragende specimen, is het oorspronkelijke fossiel, inventarisnummer BSP No. AS.I.739.
In de tweede editie van 1824 van zijn Ossemens fossiles breidde Cuvier de beschrijving van Pterodactylus uit naar 24 pagina's en voegde een prent toe, gebaseerd op de tekening van Oppel. Hij beschouwde Pterodactylus als een triomf van zijn methode van de vergelijkende anatomie en als bewijs voor zijn wet dat een dier in alle delen van zijn skelet de eigenschappen van zijn groep laat zien. Cuvier zag er, zoals meestal, van af een reconstructie te maken van het levende dier; zeker in dit geval, zo stelde hij, zou dat meer lijken op het product van een zieke fantasie dan van de normale natuurkrachten.

### Nieuwe soorten die later tot andere geslachten werden gerekend
Pterodactylus antiquus bleef een tijdlang de enige uit goede resten bekende pterosauriër, maar in 1829 werd Dimorphodon beschreven. Althans, de soort die wij tegenwoordig kennen onder de naam Dimorphodon macronyx; zijn eerste naam zou Pterodactylus macronyx zijn. In het begin zouden namelijk alle nieuwe pterosauriërs bij het geslacht Pterodactylus ondergebracht worden. Pas toen begrepen werd dat die soorten tot een duidelijk andere 'vorm' behoorden, met een verschillende bouwwijze, ging men ertoe over nieuwe geslachten te benoemen, waarbij soms soorten weer bij Pterodactylus vandaan werden gehaald. Nog lange tijd zou men echter alle onduidelijke fossielen als een soort van Pterodactylus benoemen of er zelfs tot hernoemen. Dit alles leverde een enorme lijst van vijfentachtig soortnamen op die wij nu bij andere geslachten onderbrengen of als een nomen dubium beschouwen.

### Overzicht soortnamen
- Pterodactylus giganteus (Oken, 1819): nomen dubium, vermoedelijk Rhamphorhynchus, = Ornithocephalus giganteus Oken, 1819
- Pterodactylus grandis Cuvier, 1824: nomen dubium, vermoedelijk Rhamphorhynchus
- Pterodactylus macronyx Buckland, 1829: Dimorphodon
- Pterodactylus (Ornithocephalus) banthensis Theodori, 1830: Dorygnathus
- Pterodactylus banthensis Theodori, 1830 per Theodori, 1831: Dorygnathus
- Pterodactylus goldfussi Theodori, 1830: nomen dubium, vermoedelijk Dorygnathus
- Pterodactylus crassirostris Goldfuss, 1831: Scaphognathus
- Pterodactylus macronyx von Meyer, 1831 non Buckland, 1829: nomen dubium, vermoedelijk Dorygnathus
- Pterodactylus medius Münster, 1831: nomen dubium, vermoedelijk "Daitingopterus"
- Pterodactylus bucklandi von Meyer, 1832: Rhamphocephalus
- Pterodactylus münsteri (Goldfuss, 1831) von Meyer, 1832: Rhamphorhynchus; = Ornithocephalus münsteri Goldfuss, 1831
- Pterodactylus muensteri Goldfuss, 1831 emend. Lydekker, 1888
- Pterodactylus lavateri von Meyer, 1838: nomen dubium, vermoedelijk Rhamphorhynchus
- Pterodactylus (Ornithopterus) lavateri von Meyer, 1838 per Owen, 1851
- Pterodactylus longicaudus Münster, 1839: Rhamphorhynchus
- Pterodactylus secundarius von Meyer, 1843: nomen dubium, vermoedelijk Rhamphorhynchus
- Pterodactylus giganteus Bowerbank, 1846 non (Oken, 1819): Lonchodectes
- Pterodactylus silvestris Owen, 1845: ?Ornithocheirus, = Palaeornis cliftii Mantell, 1835
- Pterodactylus diomedius (Owen, 1846): ?Ornithocheirus; = Osteornis diomedeus Owen, 1844; = Cimoliornis diomedeus Owen, 1846
- Pterodactylus diomedeus (Owen, 1846) Owen, 1851
- Pterodactylus (Rhamphorhynchus) münsteri (Goldfuss, 1831) von Meyer, 1846: Rhamphorhynchus
- Pterodactylus gemmingi von Meyer, 1846: Rhamphorhynchus
- Pterodactylus (Rhamphorhynchus) gemmingi von Meyer, 1846: Rhamphorhynchus
- Pterodactylus clifti (Mantell, 1835) Bronn, 1848: ?Ornithocheirus; = Palaeornis cliftii Mantell, 1835
- Pterodactylus conirostris Owen vide Dixon, 1850: objectief jonger synoniem van Pterodactylus giganteus Bowerbank 1846
- Pterodactylus compressirostris Owen, 1851: Lonchodectes of Ornithocheirus
- Pterodactylus cuvieri Bowerbank, 1851: Anhanguera
- Pterodactylus (Rhamphorhynchus) (ensirostris) banthensis Theodori, 1830 per Theodori, 1852: nomen oblitum, vermoedelijk Dorygnathus
- Pterodactylus württembergicus Quenstedt, 1854: nomen dubium
- Pterodactylus wuerttembergicus Quenstedt, 1854: nomen dubium
- Pterodactylus giganteus Morris, 1854 non (Oken, 1819) non Bowerbank, 1846: ?Ornithocheirus
- Pterodactylus suevicus Quenstedt, 1855: Cycnorhamphus
- Pterodactylus (Rhamphorhynchus) hirundinaceus Wagner, 1857: nomen dubium, vermoedelijk Rhamphorhynchus
- Pterodactylus crassipes von Meyer, 1857: Archaeopteryx en een nomen rejectum
- Pterodactylus (Ornithocephalus) eurychirus Wagner, 1857: Cycnorhamphus
- Pterodactylus suevicus eurychirus Wagner, 1858: Cycnorhamphus
- Pterodactylus eurychirus Wagner, 1857: Cycnorhamphus
- Pterodactylus propinquus Wagner, 1857: nomen dubium, vermoedelijk "Daitingopterus"
- Pterodactylus propinquus medius Wagner, 1858: nomen dubium, vermoedelijk "Daitingopterus"
- Pterodactylus liasicus Quenstedt, 1858: Campylognathoides
- Pterodactylus fittoni Owen, 1858: Anhanguera
- Pterodactylus sedgwickii Owen, 1859: ?Coloborhynchus
- Pterodactylus rhamphastinus (Wagner, 1851) von Meyer, 1860: "Daitingopterus"; = Ornithocephalus rhamphastinus Wagner, 1851
- Pterodactylus rhamphastinus dubius Wagner, 1861: nomen dubium, vermoedelijk "Daitingopterus"
- Pterodactylus simus Owen, 1861: Ornithocheirus
- Pterodactylus woodwardi Owen, 1861: Ornithocheirus
- Pterodactylus machaerorhynchus Seeley, 1864: nomen dubium, wellicht Lonchodectes
- Pterodactylus oweni Seeley, 1864: nomen dubium, wellicht Lonchodectes
- Pterodactylus huxleyi Seeley, 1865: nomen nudum, wellicht Lonchodectes
- Pterodactylus longispinis Cope, 1866: Rhabdopelix Cope 1870 (geen pterosauriër)
- Pterodactylus nobilis Owen, 1869: nomen dubium, wellicht Ornithocheirus
- Pterodactylus macrurus Seeley, 1869: Gnathosaurus
- Pterodactylus validus Owen, 1870: Doratorhynchus
- Pterodactylus curtus Owen, 1870: nomen dubium, wellicht Ornithocheirus
- Pterodactylus oweni Marsh, 1871 non Seeley, 1864: Pteranodon
- Pterodactylus occidentalis Marsh, 1872: Pteranodon
- Pterodactylus velox Marsh, 1872: Pteranodon
- Pterodactylus marderi Owen, 1874: nomen dubium, vermoedelijk Dimorphodon
- Pterodactylus daviesii Owen, 1874: ?Lonchodectes
- Pterodactylus sagittirostris Owen, 1874: ?Lonchodectes
- Pterodactylus duncani Owen, 1874: nomen dubium, vermoedelijk Rhamphocephalus
- Pterodactylus kiddii Owen 1874: nomen dubium, vermoedelijk Rhamphocephalus
- Pterodactylus kiddi (Owen, 1874) Lydekker, 1888
- Pterodactylus aclandi Owen, 1874: nomen dubium, vermoedelijk Rhamphocephalus
- Pterodactylus umbrosus (Cope, 1872) Cope, 1874: Pteranodon; = Ornithochirus umbrosus Cope, 1872
- Pterodactylus montanus Marsh, 1878: Dermodactylus
- Pterodactylus scaphorhynchus (Seeley, 1870) Sauvage, 1882: nomen dubium; = Ornithocheirus scaphorhynchus Seeley, 1870
- Pterodactylus brachyrhinus (Seeley, 1870) Sauvage, 1882: nomen dubium; = Ornithocheirus brachyrhinus Seeley, 1870
- Pterodactylus colorhinus (Seeley, 1870) Sauvage, 1882: nomen dubium; = Ornithocheirus colorhinus Seeley, 1870
- Pterodactylus dentatus (Seeley, 1870) Sauvage, 1882: nomen dubium; = Ornithocheirus dentatus Seeley, 1870
- Pterodactylus enchorhynchus (Seeley, 1870) Sauvage, 1882: nomen dubium; = Ornithocheirus enchorhynchus Seeley, 1870
- Pterodactylus nasutus (Seeley, 1870) Sauvage, 1882: nomen dubium; = Ornithocheirus nasutus Seeley, 1870
- Pterodactylus crassidens (Seeley, 1870) Sauvage, 1882: nomen dubium; = Ornithocheirus crassidens Seeley, 1870
- Pterodactylus capito (Seeley, 1870) Sauvage, 1882: ?Coloborhynchus; = Ornithocheirus capito Seeley, 1870
- Pterodactylus eurygnatus (Seeley, 1870) Sauvage, 1882: nomen dubium; = Ornithocheirus eurygnathus Seeley, 1870
- Pterodactylus tenuirostris (Seeley, 1870) Sauvage, 1882: nomen dubium, wellicht Lonchodectes; = Ornithocheirus tenuirostris Seeley, 1870
- Pterodactylus platystomus (Seeley, 1870) Sauvage, 1882: nomen dubium, wellicht Lonchodectes; = Ornithocheirus platystomus Seeley, 1870
- Pterodactylus microdon (Seeley, 1870) Sauvage, 1882: nomen dubium, wellicht Lonchodectes; = Ornithocheirus microdon Seeley, 1870
- Pterodactylus eurygnathus (Seeley, 1870) emend. Olshevsky, 1991: nomen dubium; = Ornithocheirus eurygnathus Seeley, 1870
- Pterodactylus oxyrhinus (Seeley, 1870) Sauvage, 1882: nomen nudum; = Ornithocheirus oxyrhinus Seeley, 1870
- Pterodactylus daviesi (Owen, 1874) Sauvage, 1882: nomen dubium, wellicht Lonchodectes
- Pterodactylus daviesii Owen, 1874 emend. Olshevsky, 1991
- Pterodactylus raptor Owen vide Waterhouse 1878: nomen nudum; = Klobiodon rochei O'Sullivan & Martill, 2018
- Pterodactylus cristatus Wiman, 1925: Germanodactylus
- Pterodactylus brancai Reck, 1931: nomen dubium

Een laatste naam is Pterodactylus avioancestricus, de 'vogelvoorouder'; dit nomen nudum is echter nooit als serieuze naam bedoeld geweest en kwam voor in het humoristische boek Eoörnis Pterovelox Gobiensis, in 1928 geschreven door Lester Whyland Sharp, een satire op de paleontologie in het algemeen en voor deze naam op Seeley in het bijzonder, die namelijk meende dat vogels van pterosauriërs afstamden.
Ondanks de verwijdering uit het geslacht Pterodactylus van al deze soorten, blijkt de oude dominantie van dit begrip uit het feit dat in vele talen het woord pterodactyle of gelijkende vormen als synoniem voor pterosauriër gebruikt wordt en vaak zelfs bekender is dan de correcte wetenschappelijke term.

### Mogelijke nieuwe soorten vanPterodactylusin eigenlijke zin
Behalve soorten waarvan zeker is dat ze niet bijzonder aan Pterodactylus antiquus verwant zijn, is er ook een aantal soorten waarvan gesteld is dat ze vlak bij deze typesoort in de stamboom staan en dus ook in een meer moderne opvatting van het begrip geslacht onder Pterodactylus gerekend zouden moeten worden. Het betreft dan vondsten uit dezelfde formatie, in Duitsland gedaan uit het Tithonien, 150 miljoen jaar oud. Soms gebeurde het dat zulke soorten benoemd zijn tot nieuwe geslachten, die naar huidige inzichten dus jongere synoniemen zijn van Pterodactylus.

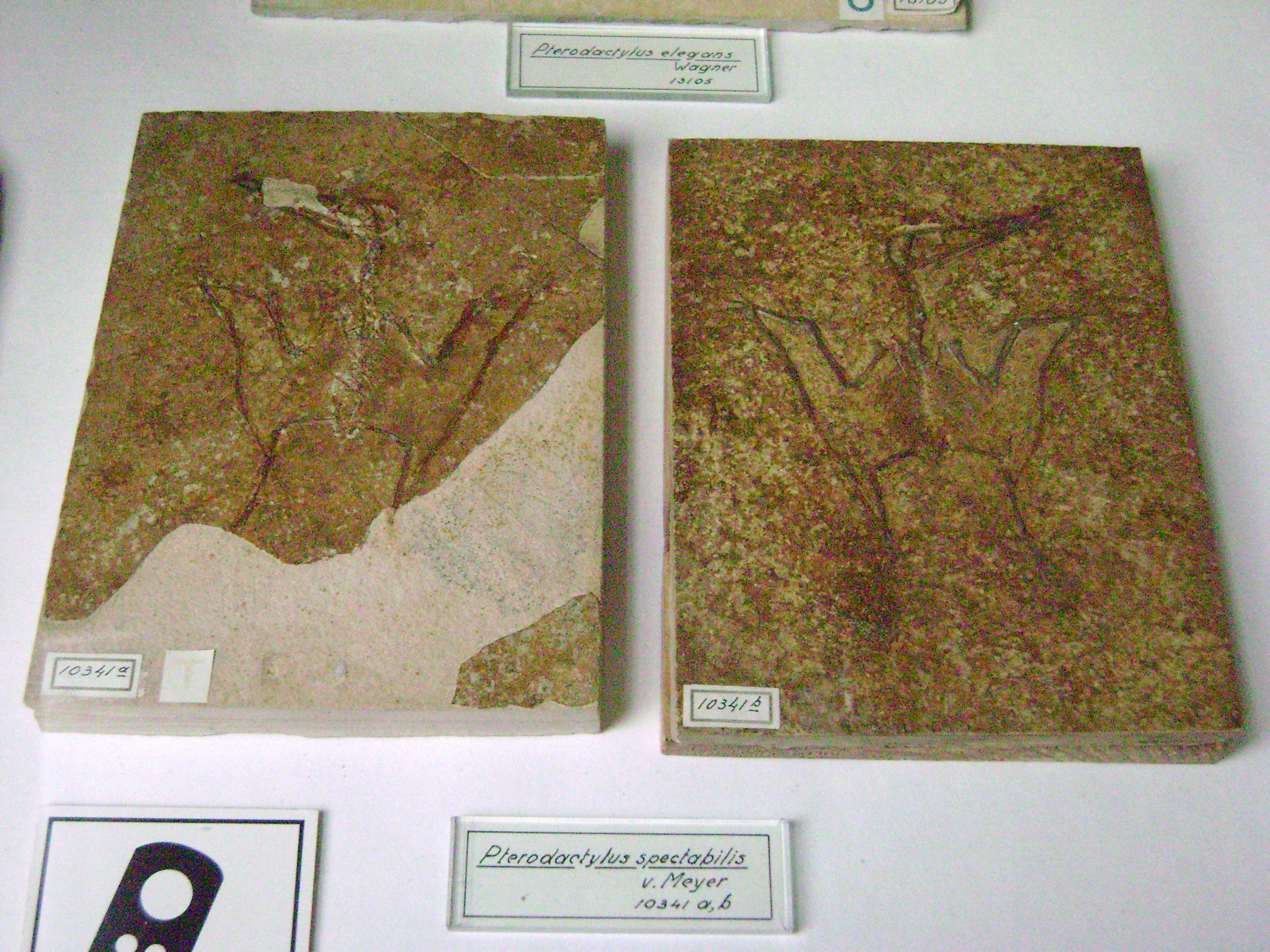
Het holotype van P. spectabilis, TM 10341, als plaat en tegenplaat in het Teylers Museum

Het eerste geval deed zich al voor in 1825, toen Lorenz Oken een P. suevicus benoemde op materiaal dat vermoedelijk aan P. antiquus toebehoorde; deze naam bleef echter een nomen nudum daar een adequate beschrijving ontbrak. Het volgende jaar schiep Ferdinand von Ritgen een P. crocodilocephaloides voor een groter en een P. nettecephaloides voor een klein exemplaar. In 1837 benoemde Johann Andreas Wagner een Ornithocephalus kochi op grond van een middelgroot exemplaar, de Koch'sche Platte of R 404 vernoemd naar Carl Ludwig Koch; Duitse geleerden bleven, soms als subgenus, tot het midden van de negentiende eeuw mede von Soemmerrings alternatieve naam gebruiken, juist voor vormen die dicht bij P. antiquus stonden. In 1842 schiep Georg Graf zu Münster een P. meyeri. In 1851 benoemde Christian Erich Hermann von Meyer een Ornithocephalus redenbacheri, in 1854 een P. longicollum en in 1860 een P. scolopaciceps. P. longicollum zou achteraf een speciaal geval blijken; lang werd ingezien dat dit een apart geslacht moest betreffen; uiteindelijk werd het benoemd als Ardeadactylus. Een vierde soort van Von Meyer was P. micronyx voor een zeer klein specimen. Eenzelfde type benoemde hij in 1861 P. pulchellus en een groter P. spectabilis; een laatste soort dat jaar, benoemd door Wagner, was P. elegans. Hierna nam, door een groeiend inzicht in wat voor vormen in de Solnhofener kalksteen aanwezig waren, het aantal namen gebaseerd op duidelijk identificeerbaar materiaal af; in de twintigste eeuw betreft het nog een P. westmani benoemd door Carl Wiman in 1925 en een P. cormoranus door Ludwig Döderlein in 1929; de laatste werd als afwijkend gezien door het bezit van vliezen tussen de tenen, die echter vermoedelijk alle pterodactyli bezaten.

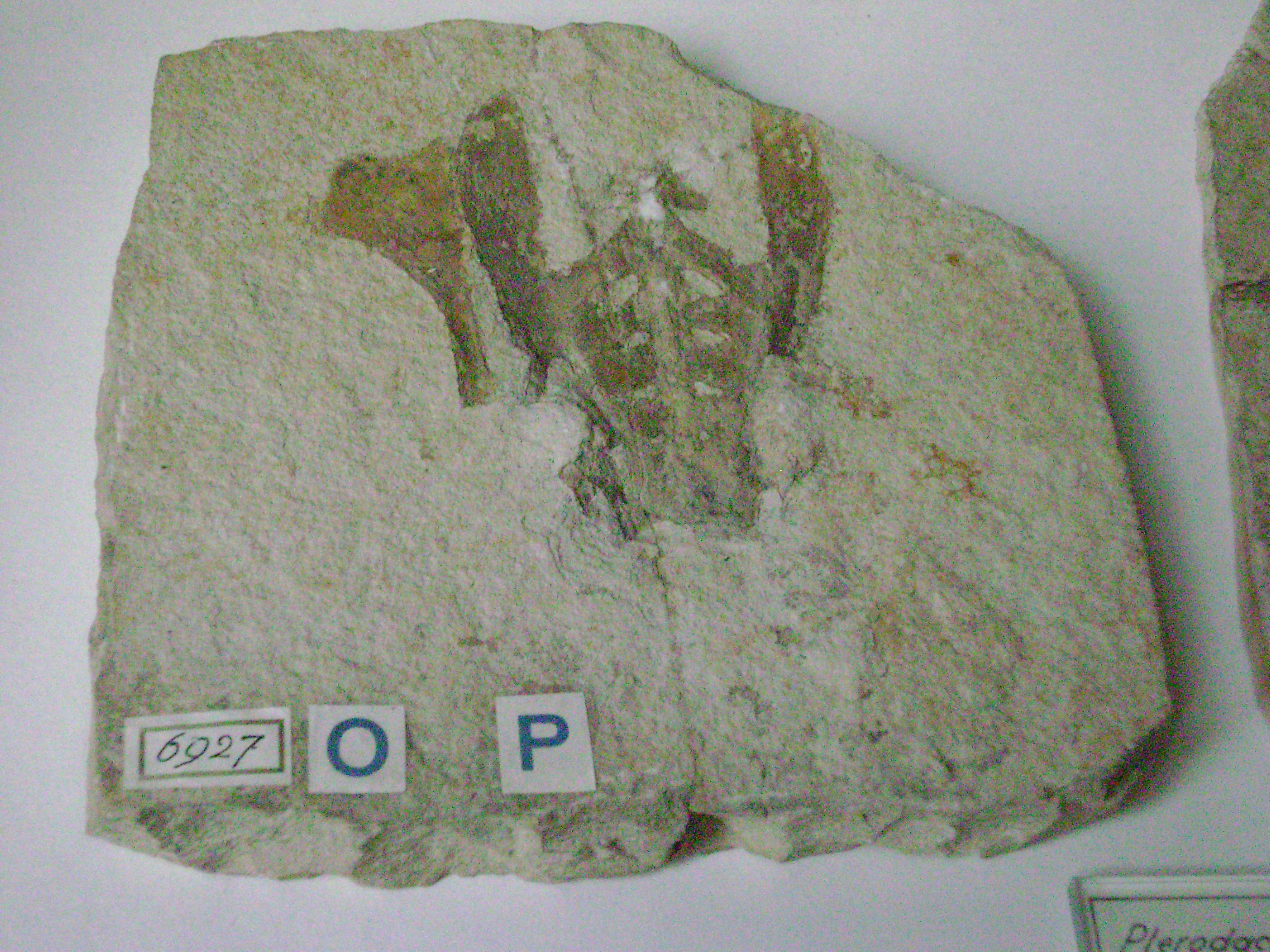
Het holotype van P. grandipelvis, TM 6927, in het Teylers Museum

Naast deze soorten waarvan althans duidelijk is dat ze iets met Pterodactylus te maken hebben, zijn er in de Duitse en andere formaties ook resten aangetroffen die wel aan pterosauriërs toebehoren maar waarbij niet gezegd kan worden over wat voor vormen het eigenlijk gaat, soms omdat de resten te fragmentarisch zijn, soms omdat ze eigenlijk niet goed met de bekende kenmerken van Pterodactylus of enig ander benoemd geslacht lijken overeen te komen. Wellicht betreft het dan slechts een uitzonderlijke individuele variatie, misschien toch aparte soorten of geslachten. Een flink aantal van dergelijke nomina dubia, twijfelachtige namen, is onder de noemer "Pterodactylus" benoemd. De eerste is P. ornis, in 1847 benoemd door Christoph Gottfried Andreas Giebel. In 1852 schiep Carl Theodori een P. gracilis. Carl Deffner en Oskar Fraas benoemden in 1859 een P. primus. Von Meyer creëerde in 1860 een P. grandipelvis. Het holotype van dit laatste, TM 6927, zoals de soortaanduiding al aangeeft een groot bekken gevonden bij Eichstätt, bevindt zich in het Teylers Museum te Haarlem. Het gaat om een volwassen exemplaar, zoals blijkt uit de vergroeiing van de vijf sacrale wervels met de darmbeenderen.
Uit lagen buiten Duitsland is een aantal vondsten bekend die nog steeds onder Pterodactylus worden gerangschikt maar eigenlijk alleen omdat ze nog niet door moderne studies herbenoemd zijn. Von Meyer schiep in 1860 een P. cirinensis op basis van vrij grote fragmenten, een robuuste humerus van 85 millimeter en een tibia dertien centimeter, bij Cerin (Ain) in Frankrijk gevonden. Wellicht gaat het om Gallodactylus. Harry Govier Seeley benoemde in 1864 een Brits fossiel tot P. hopkinsi maar deze naam bleef een onbeschreven nomen nudum. Henri Émile Sauvage publiceerde in 1873 een P. suprajurensis, een Franse vondst bij Boulogne-sur-Mer, bestaande uit delen van de vleugel en schoudergordel van een groot exemplaar. De lagen stammen uit het bovenste Kimmeridgien (Purbeckien) en zijn dus iets ouder dan de Duitse vondsten. De morfologie lijkt niet erg op die van Pterodactylus. In 1874 benoemde Richard Owen twee Britse soorten: P. manselii en P. pleydellii, op basis van twee stukken opperarmbeen uit het Kimmeridgien, gevonden bij Weymouth. Het gaat wellicht in feite om rhamphorhynchide materiaal. De laatste twijfelachtige soorten waren van Hans Reck die om 1931 een P. arningi en een P. maximus benoemde op grond van materiaal dat in Duits-Oost-Afrika gevonden was bij de Tendaguru. De eerste soort is slechts gebaseerd op een eerste vleugelvingerkootje van 104 millimeter, de tweede op een ellepijp van 198 millimeter.
Het eerste geslacht dat tegenwoordig als jonger synoniem identiek wordt geacht aan Pterodactylus is Pterotherium, in 1813 benoemd door Johann Fischer von Waldheim. Dit berust echter niet op een nieuwe vondst maar is net als Ornithocephalus een naam voor het originele fossiel. Het eerste geslacht op een ander specimen gebaseerd, is Macrotrachelus, in 1851 benoemd door Giebel. Een lastig geval betreft Diopecephalus, in 1871 door Seeley als naam gegeven aan allerlei materiaal van verschillende soorten met veel verwarring tot gevolg; de typesoort is echter P. kochi en de naam is wellicht een jonger synoniem van Pterodactylus. Het laatste synonieme geslacht is Ptenodracon, de naam in 1888 door Richard Lydekker gegeven aan een jong exemplaar, Von Soemmerrings Pterodactylus brevirostris.

### Samenvoeging van soorten

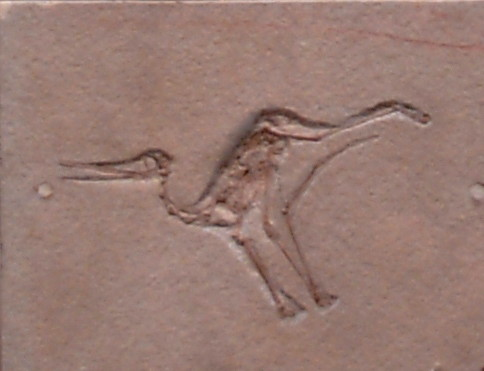
"Pterodactylus" micronyx zou in feite het jong zijn van Gnathosaurus of Ctenochasma

Al in de negentiende eeuw was men tot het inzicht gekomen dat het grote aantal soorten van het geslacht Pterodactylus teruggebracht moest worden, niet alleen door het afsplitsen van vele aparte geslachten — vormen die alleen maar met Pterodactylus in verband waren gebracht omdat het toevallig de eerste ontdekte pterosauriër was — en het buiten beschouwing laten van nomina dubia maar ook door het samenvoegen van de typen die wel iets met het geslacht van doen hadden. Eind jaren zeventig van de twintigste eeuw, na revisies door Peter Wellnhofer in 1970 en 1978 en het afsplitsen van Germanodactylus, Gallodactylus en Cycnorhamphus, was dat proces zover gevorderd dat men zes soorten erkende: P. elegans, 'de elegante'; P. micronyx, 'de kleinklauw', P. kochi waarvan de soortaanduiding Carl Ludwig Koch eert, P. antiquus zelf, P. longicollum en P. grandis, 'de grote'. Deze namen waren soms uitgekozen omdat ze in de negentiende eeuw gangbaar waren geweest; voor het type dat P. longicollum en P. micronyx vertegenwoordigden, bleken echter bij nader onderzoek al eerder namen benoemd te zijn zodat ze jongere synoniemen dreigden te worden. Hierom zijn deze twee soorten door de ICZN aangewezen als nomen protectum.

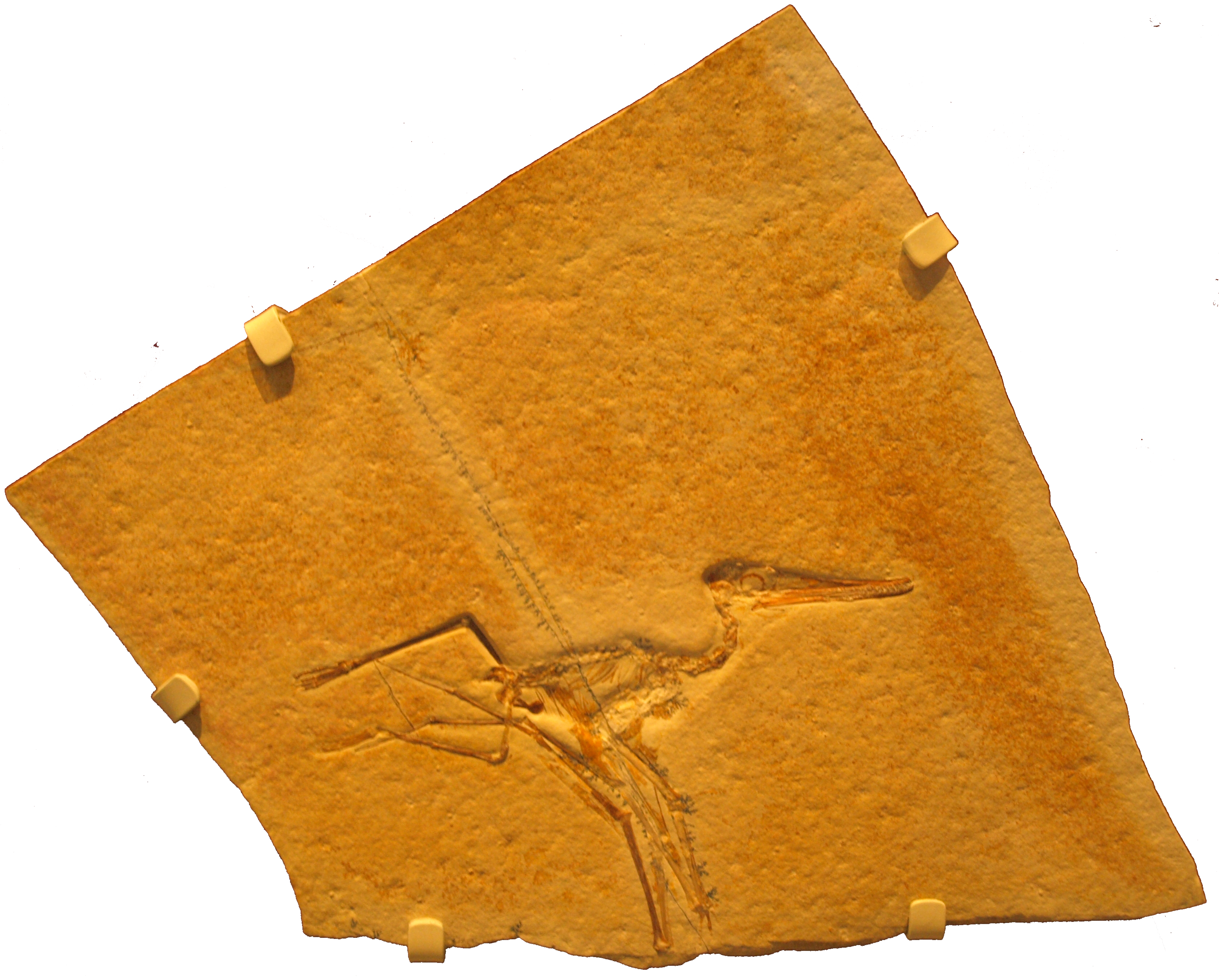
Pterodactylus elegans zou in feite Ctenochasma elegans zijn

Christopher Bennett stelde in 1996 dat P. kochi, P. micronyx en P. elegans slechts ontogenetische groeifasen vertegenwoordigen van een volwassen soort: het zouden dus slechts jonge dieren geweest zijn. Bij P. elegans behoorde die soort daarbij vermoedelijk niet eens tot Pterodactylus maar tot Ctenochasma en P. micronyx zou het jong zijn van Gnathosaurus subulatus. Stephan Jouve meende in 2004 dat het ook het juveniel van een andere Ctenochasma-soort zou kunnen zijn; in 2012 stelde Bennett dat het het jong was van Aurorazhdarcho. Verder stelde Jouve dat een in 2000 door Eberhard Frey en David Martill aangegeven Pterodactylus sp.[ecies] voor een mogelijke aparte soort op grond van een exemplaar in 1998 ontdekt, gezien de algemene proporties ook bij P. antiquus hoorde. In het begin van de 21e eeuw was duidelijk geworden dat P. grandis vermoedelijk een exemplaar van Rhamphorhynchus was. David Unwin toonde in 2003 aan dat P. longicollum een duidelijk ander type was dat een nieuwe geslachtsnaam dient te krijgen. In 2014 werd P. scolopaciceps het aparte geslacht Aerodactylus. Een suggestie van Bennett uit 1996 om Germanodactylus toch weer als een aparte soort onder Pterodactylus te scharen, heeft geen navolging gekregen. Daarmee bleef alleen Pterodactylus antiquus over.

### Soortenlijst
Het resultaat van het naamgevingproces voor wat betreft soorten die nog onder Pterodactylus geschaard worden, kan als volgt worden weergegeven:
| Naam                               | Naamgever                   | Jaar           | Status                                                                               | Opmerkingen                                                 |
| ---------------------------------- | --------------------------- | -------------- | ------------------------------------------------------------------------------------ | ----------------------------------------------------------- |
| Pterodactylus antiquus             | (von Sömmerring) Rafinesque | (1812) 1815    | Valide, typesoort sinds 1888                                                         | Oorspronkelijk Ptéro-dactyle, Cuvier 1809. BSP No. AS.I.739 |
| Ornithocephalus antiquus           | von Sömmerring              | 1812           | Synoniem van Pterodactylus antiquus                                                  | Objectief jonger synoniem of P. antiquus                    |
| Ornithocephalus brevirostris       | von Sömmerring              | 1816-17        | Synoniem van Pterodactylus antiquus                                                  | Collectie Descartes-Gymnasium, Neuburg                      |
| Ptenodracon brevirostris           | (von Sömmerring) Lydekker   | (1816-17) 1888 | Synoniem van Pterodactylus antiquus                                                  | hernoeming van Pterodactylus brevirostris                   |
| Pterodactylus brevirostris         | (von Sömmerring) Oken       | (1816-17) 1819 | Synoniem van Pterodactylus antiquus                                                  | hernoeming van Ornithocephalus brevirostris                 |
| Pterodactylus longirostris         | Cuvier                      | 1819           | Synoniem van Pterodactylus antiquus                                                  |                                                             |
| Macrotrachelus longirostris        | (Cuvier) Giebel             | (1819) 1852    | Synoniem van Pterodactylus antiquus                                                  | hernoeming van Pterodactylus longirostris                   |
| Ornithocephalus longirostris       | (Cuvier) Ritgen             | (1819) 1826    | Synoniem van Pterodactylus antiquus                                                  | Incorrecte hernoeming van Pterodactylus longirostris        |
| Pterodactylus "suevicus"           | Oken                        | 1825           | Synoniem van Pterodactylus antiquus                                                  | Nomen nudum                                                 |
| Pterodactylus crocodilocephaloides | Ritgen                      | 1826           | Synoniem van Pterodactylus antiquus                                                  |                                                             |
| Pterodactylus spectabilis          | von Meyer                   | 1861           | Synoniem van Pterodactylus antiquus                                                  | TM 10341                                                    |
| Pterodactylus longicollum          | von Meyer                   | 1854           | Ardeadactylus                                                                        |                                                             |
| Pterodactylus micronyx             | von Meyer                   | 1852           | Juveniele vorm; onbekend is van welk geslacht                                        | ELTE V 265                                                  |
| Pterodactylus nettecephaloides     | Ritgen                      | 1826           | Synoniem van Pterodactylus micronyx                                                  |                                                             |
| Ornithocephalus redenbacheri       | Wagner                      | 1851           | Synoniem van Pterodactylus micronyx                                                  |                                                             |
| Pterodactylus redenbacheri         | (Wagner) Wagner             | (1851) 1861    | Synoniem van Pterodactylus micronyx                                                  | eerder Ornithocephalus redenbacheri                         |
| Pterodactylus pulchellus           | von Meyer                   | 1861           | Synoniem van Pterodactylus micronyx                                                  | BMNH 42735                                                  |
| Pterodactylus kochi                | (Wagner) Wagner             | (1837) 1837    | Synoniem van Pterodactylus antiquus of apart geslacht Diopecephalus                  | eerder Ornithocephalus kochi                                |
| Ornithocephalus kochi              | Wagner                      | 1837           | Synoniem van Pterodactylus kochi                                                     | SM 404 & BSP AS.XIX.3                                       |
| Diopecephalus kochi                | (Wagner) Seeley             | (1837) 1871    | Synoniem van Pterodactylus kochi                                                     | Hernoeming van Pterodactylus kochi                          |
| Pterodactylus meyeri               | Muenster                    | 1842           | Synoniem van Pterodactylus antiquus (eerder Pterodactylus kochi)                     | BMNH 42736                                                  |
| Ornithocephalus meyeri             | (Muenster) Wagner           | (1842) 1851    | Synoniem van Pterodactylus kochi                                                     | Incorrecte hernoeming van Pterodactylus meyeri              |
| Pterodactylus scolopaciceps        | von Meyer                   | 1860           | Synoniem van Pterodactylus antiquus (eerder van Pterodactylus kochi); = Aerodactylus | BSP AS.V.29                                                 |
| Rhamphorhynchus scolopaciceps      | (von Meyer) Klinghardt      | (1850) 1937    | Synoniem van Pterodactylus kochi                                                     | hernoeming van Pterodactylus scolopaciceps                  |
| Pterodactylus westmani             | Wiman                       | 1925           | Synoniem van Pterodactylus antiquus                                                  | R 440                                                       |
| Pterodactylus cormoranus           | Döderlein                   | 1929           | Synoniem van Pterodactylus antiquus                                                  | BSP 1929 I 18                                               |
| Pterodactylus cerinensis           | von Meyer                   | 1860           | Nomen dubium                                                                         |                                                             |
| Pterodactylus grandipelvis         | von Meyer                   | 1860           | Nomen dubium                                                                         | TM 6927                                                     |
| Pterodactylus manseli              | Owen                        | 1874           | Nomen dubium                                                                         | NHMUK 41970                                                 |
| Pterodactylus pleydelli            | Owen                        | 1874           | Nomen dubium                                                                         | NHMUK 42378                                                 |
| Pterodactylus suprajurensis        | Sauvage                     | 1873           | Nomen dubium                                                                         |                                                             |
| Pterodactylus arningi              | Reck                        | 1931           | Nomen dubium                                                                         |                                                             |
| Pterodactylus maximus              | Reck                        | 1931           | Nomen dubium                                                                         |                                                             |
| Pterodactylus elegans              | Wagner                      | 1861           | Vermoedelijk Ctenochasma                                                             | Hernoemd tot Ctenochasma elegans, BSP 1924 V 1              |

## Beschrijving

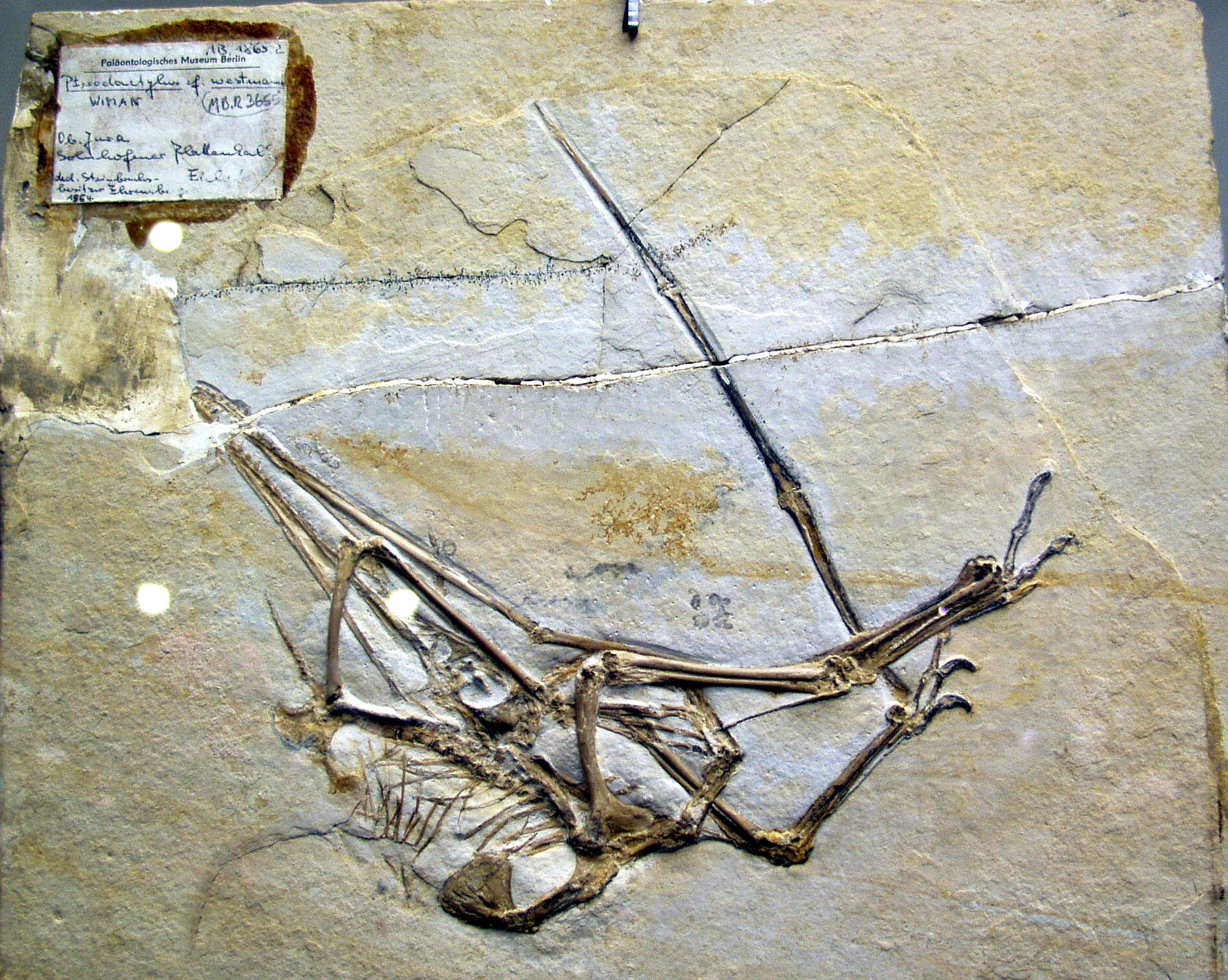
Een exemplaar dat eerst als P. westmani en toen als P. kochi geïdentificeerd werd

### Fossielen
Tot het midden van de jaren negentig werd een groot aantal fossielen aan Pterodactylus toegeschreven, zo'n drie dozijn grotere en twee dozijn erg kleine exemplaren. Het verwijderen van P. micronyx, P. elegans en 'P.' longicollum leidde al tot een vermindering in 1996 tot 27 stuks en ook daarvan bleken er achteraf twee van Germanodactylus te zijn. De resterende fossielen waren bijna alleen van middelgrote nog groeiende individuen. Naast het oude, in 1969 herontdekte, type-exemplaar van P. brevirostris waren er dus weinig jongen bekend en geen volwassen dieren. In 2003 is echter de vondst bekendgemaakt van de schedel van een volgroeid exemplaar, BMMS 7. Dit maakt het mogelijk een betere beschrijving te geven van de soort, iets wat daarbij zeer vergemakkelijkt wordt door het buiten beschouwing kunnen laten van het verwarrende juveniele materiaal van P. micronyx en P. elegans.
Nieuwe vondsten leidden weer tot een geleidelijke uitbreiding van het fossiel materiaal. In 2012 gaf Bennett een lijst van specimina die hij tot Pterodactylys antiquus meende te behoren. Allereerst betrof dat het holotype BSP AS I 739. Daarnaast werd een aantal fossielen formeel toegewezen. Behalve onder hun inventarisnummer van de collectie waartoe ze behoren staan deze vaak ook bekend onder een exemplaarnummer dat Wellnhofer er in 1970 aan toekende: AFGM V-822 (met als tegenplaat BMMS 1, beiden samen aangeduid als Exemplar 27); AMNH 1942; BM 42736; BMMS 2 (Exemplar 17), BMMS 7; BSP 1878 VI 1, BSP 1883 XVI 1 (met als tegenplaat MCZ 1505), BSP 1924 V 1, BSP 1929 I 18, BSP 1937 I 18, BSP 1967 I 276, BSP 1968 I 95, BSP 1986 XV 131, AS XIX 3 (met als tegenplaat SM R404), AS V 29; MB.R. 3530 (Exemplar 14), MB.R. 3533 (Exemplar 3); MCZ 1503; NHMW 1975/1756/0000 (plaat en tegenplaat); PMU 24791 (eerder R68/R440, Exemplar 24); RM St. 18184; R4072, R4074; SMNS 81775; JME-SOS 4008 (eerder PTH 1953/80, Exemplar 26), JME-SOS 4588, JME-SOS 4592 (eerder PTH 1962/148, Exemplar 16); TM 10341; en TM 13105. Deze negenentwintig exemplaren in instituties konden nog worden aangevuld met drie exemplaren die uit particuliere verzamelingen zijn beschreven, wat het totaal in 2012 op tweeëndertig bracht. Eén fossiel, Exemplar 18, is tijdens een bombardement in de Tweede Wereldoorlog verloren gegaan. Een ander, Exemplar 19 bestaande uit plaat en tegenplaat, is in twee delen verkocht uit de collectie van Eduard Schöpfel en de verblijfplaats was in 2012 onbekend.
De fossielen bieden het voordeel dat ze uitstekend geconserveerd zijn door de Solnhofener kalksteen die vaak het kleinste detail laat zien. Ook afdrukken van de weke delen zijn soms bewaard gebleven, zoals de vlieghuiden en zelfs de vacht.
De Solnhofener kalksteen, de zogenaamde Malm ζ 2a (of 'Malm zèta 2a') en Malm ζ 2b omspant een tijdsduur van een half miljoen jaar gelegen rond een punt dat vrij exact gedateerd op is 150 miljoen jaar geleden. Daarnaast zijn fossielen afkomstig van de wat, vermoedelijk enkele honderdduizenden jaren, oudere Nusplinger kalksteen van Württemberg en van de wat latere Mörnsheimer kalksteen ofwel Malm ζ 3.
In 2022 werd een in 2014 opgegraven exemplaar van P. antiquus gemeld, specimen DMA-JP-2014/004, dat in situ door een paleontologisch team aangetroffen werd in de Paintenformatie. Dat zou het tot het oudste bekende pterodactylusindividu maken en het bereik in de tijd van de soort tot één miljoen jaar verlengen.

### Onderscheidende kenmerken
Bennett stelde in 2012 een diagnose op met kenmerken waarin Pterodactylus zich onderscheidde. Pterodactylus is een pterodactyloïde met een langwerpige schedel, een slanke en langgerekte snuit en een bovenrand van de schedel die recht loopt of licht hol naar boven buigt. Bij grote individuen beslaat de fenestra nasoantorbitalis een vijfde tot een kwart van de schedellengte. Het aantal tanden neemt toe in verhouding tot de lengte van de schedel en bedraagt ongeveer vijfentwintig per bovenkaak bij grote individuen. De tanden hebben een afgeplatte kegelvorm en zijn voor in de kaak groot terwijl ze naar achteren toe verkleinen. De tandenrijen beslaan ongeveer driekwart van de kaaklengte. De bovenste tandenrij reikt tot achter de achterrand van de fenestra nasoantorbitalis. Bij grote individuen loopt over de middenlijn van de schedel een lage beenkam boven de fenestra nasoantrbitalis en de oogkas; deze kam mist de verticale groeven die bij andere soorten met zulke kammen aanwezig zijn. Bij grote individuen ontspringt aan de beenkam een kam gevormd uit vlezig weefsel. Een flap van vlezig weefsel steekt van het achterhoofd af naar achteren. De derde tot en met zevende halswervel zijn langwerpig en de nek is relatief langer dan bij Cycnorhamphus, Ctenochasma of Aurorazhdarcho, een kenmerk dat gedeeld wordt met Ardeadactylus. Bij kleine exemplaren heeft het tweede kootje van de vleugelvinger 93 tot 96 % van de lengte van het eerste kootje; bij grote exemplaren eenennegentig procent. Naarmate het individu groeit, neemt de relatieve lengte van de buitenste vleugelvingerkootjes sterker af naarmate ze zich dichter bij de vleugelpunt bevinden. Het tweede middenvoetsbeen is even groot als of groter dan het tweede. Het eerste tot en met derde bovenste teenkootje nemen geleidelijk in grootte af maar het vierde is even groot als het eerste. De proporties van de kootjes worden gedeeld met Germanodactylus.

### Skelet
Pterodactylus heeft de algemene bouw van de veel grotere groep die naar hem genoemd is, de Pterodactyloidea: een lange schedel waarin het neusgat en de grote schedelopening vóór de oogkas, de fenestra antorbitalis vervloeid zijn tot een fenestra nasoantorbitalis; een lange nek; een korte staart en lange middenhandsbeenderen.

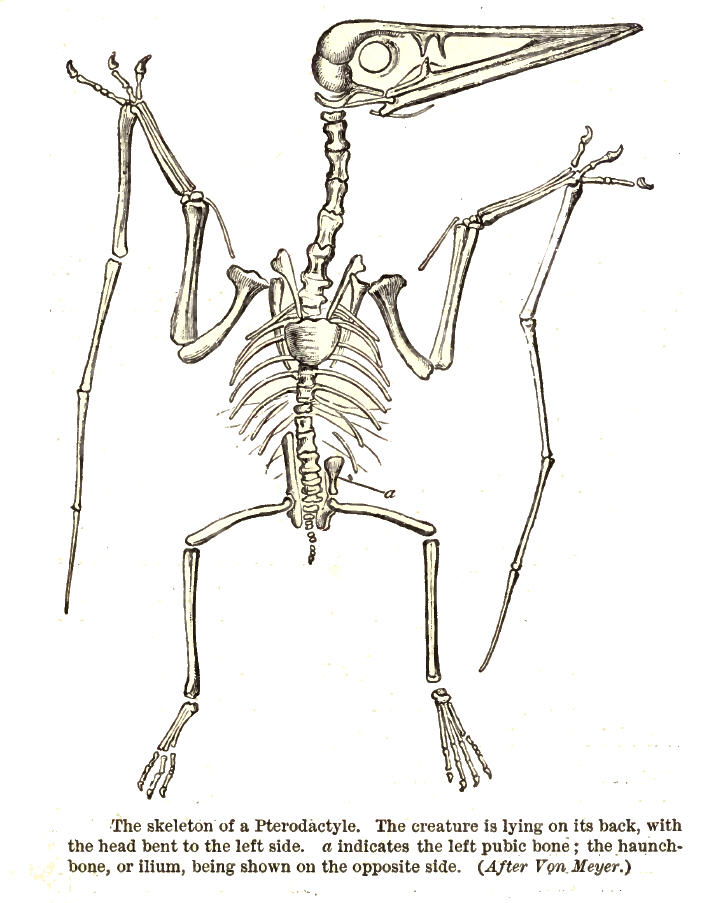
Een diagram van het skelet, gebaseerd op het fossiel van P. spectabilis. De borstkas is te breed afgebeeld doordat het fossiel platgedrukt was

De schedel is zeer langgerekt, plat, spits en wigvormig. Hij werd tijdens de groei relatief langer. De bovenkant is recht of licht bollend. Alleen de allergrootste exemplaren hadden op het achterste deel van de snuit de aanzet van een lage kam. De fenestra nasoantorbitalis is driehoekig en loopt ver naar voren, met ongeveer tweemaal de lengte van de oogkassen. Vanaf de bovenkant van die schedelopening loopt een slanke processus nasalis, een uitsteeksel, naar beneden in een rechte hoek met de kaaklijn. Het achterhoofd is, althans wat het skelet betreft, afgerond. De kaken dragen in de voorste helft, vanaf de voorrand van de fenestra nasoantorbitalis vele korte, stevige, kegelvormige, tanden met een licht ovale doorsnede die naar voren toe in lengte toenemen, iets vooruit gaan staan en van recht licht krommend worden. Ze lopen door tot het uiteinde van de kaken. In de bovenkaak staan bij de grotere exemplaren minstens vijfentwintig tanden, in de onderkaak twintig voor een totaal van negentig of meer. Ook de onderkaak is plat en recht. De vergroeiing vooraan van de onderkaken, de lange symfysis, is hoger dan de achterste twee takken, rami, van de mandibula, de onderkaken als één functioneel geheel beschouwd. De overgang is vrij abrupt en vormde wellicht het aanhechtingspunt van een keelzak.
De halswervels zijn tamelijk langwerpig en in feite maakt het hele lichaam een uitgerekte indruk want ook de romp is nogal smal, de darmbeenderen in het bekken zijn langgerekt en ook de voeten zijn vrij slank. De romp is een kwart korter dan de schedel. Er zijn vijftien ruggenwervels en vijf sacrale wervels. De staart is vrij kort met twaalf wervels. Het borstbeen is ruitvormig of hartvormig en niet heel krachtig gebouwd. Er is geen notarium, vergroeiing van de voorste ruggenwervels, en het schouderblad ligt vrij horizontaal waardoor het achtereind tot bij de zevende of achtste wervel reikt. Het opperarmbeen is kort en gekromd met een matig uitgegroeide deltopectorale kam. De onderarm is veel langer. Van de pols loopt een erg slank en vrij krom os pteroide richting nek als ondersteuning van een propatagium; aan het uiteinde is het iets verbreed. Het heeft ongeveer achtenvijftig procent van de lengte van de onderarm. De middenhandsbeenderen zijn matig verlengd. De eerste drie vingers zijn lang maar niet heel stevig met kleine klauwtjes. Het eerste vingerkootje van de vierde vinger, de vleugelvinger is het langste bot in de vleugel; de overige drie kootjes verminderen geleidelijk in lengte.
De achterpoten zijn tamelijk lang. Het dijbeen is vrij recht en heeft een kop met een slanke hals die een duidelijke hoek maakt met de schacht zodat de poten tamelijk recht onder het lichaam geplaatst konden worden. In de voet zijn vooral de middenvoetsbeenderen lang, de tenen kort met kleine sterk gekromde klauwtjes. Bij het volwassen dier ontbreekt de vijfde teen. De prepubes, de twee aan elkaar gegroeide beenderen die vóór het bekken de buik ondersteunden en als los bewegend element een rol speelden bij de ademhaling, waren spatelvormig.

### Weke delen
Verschillende fossielen laten afdrukken en omzettingsresten zien van de weke delen, het fraaist het zogenaamde Wener Exemplaar, specimen NHMW 1975/1756/0000, en verder een in 1998 gevonden onvolgroeid individu dat door Helmut Tischlinger onderzocht is door middel van ultraviolet licht, waaronder de camera structuren kan vastleggen die met alleen daglicht onzichtbaar blijven. Volgens publicaties in 1998, 2000, 2001 en 2003 toonden dit en een eerder ontdekt derde specimen met weke delen aan dat Pterodactylus een kam van bindweefsel achter op de schedel gehad moet hebben, vooraan abrupt onder een vrij steile hoek ontspringend aan een punt ter hoogte van de achterrand van de fenestra nasoantorbitalis. Na een hoogte bereikt te hebben van zo'n twee centimeter buigt de kam onder een nog iets steilere hoek weer naar beneden en loopt over in een vlezig kegelvormig en langwerpig uitsteeksel op het achterhoofd. Dit uitsteeksel, 22 millimeter lang bij een schedellengte van 137 millimeter, was versterkt door speciale meervoudige spiraalvormige vezels en lijkt op een licht naar boven gekromde stekel. De kam zelf werd verstijfd door parallel lopende veertien millimeter lange vezels die naar buiten toe licht uitwaaierden en was bedekt met een rimpelige opperhuid. Verder waren er korte manen van gekromd borstelig haar op de nek aanwezig. Een soortgelijke kam was al in 1970 door Wellnhofer gemeld bij specimen BSP 1883 XVI 1. Deze beschreef de structuur als een Hinterhauptslappen. In 2012 stelde Bennett dat de achterhoofdskam inderdaad eerder de vorm van en flap dan van een kegel zal hebben gehad maar mocht die toch kegelvormig geweest zijn dan zag hij het als een spiraal van haren of veerachtige begroeiing; dat vezels binnen het bindweefsel zich rond elkaar zouden wikkelen achtte hij onwaarschijnlijk.
De bek droeg een kleine hoornsnavel met aan het uiteinde van de onderkaak een krom puntje. Hoornschachten verdubbelden ook de lengte van de hand- en voetklauwen en maakten deze zo veel krommer. De voetzolen waren voorzien van zoolkussens bedekt met lichtbollende ovale schubben met een doorsnede van 0,2 millimeter; die liepen over in een hielkussen dat de rudimentaire vijfde teen geheel lijkt te omvatten zodat die bij het levende dier niet zichtbaar zou zijn geweest. Schubben bedekken ook de onderkant van het scheenbeen. Dit alles bevestigt rapporten uit het begin van de negentiende eeuw door Georg Augustus Goldfuss die lange tijd niet geloofd werden. Uit eerdere vondsten was al bekend dat er vliezen tussen de tenen zaten. Ferdinand Broili meldde reeds in 1927 een exemplaar met sporen van een keelzak en in 1938 een vacht. Othenio Abel liet in 1925 zien dat een exemplaar, AMNH 1942, de afdrukken toont van de dijbeenspieren. Wellnhofer had al in 1970 een specimen vermeld dat een uitsteeksel op het achterhoofd leek te hebben.

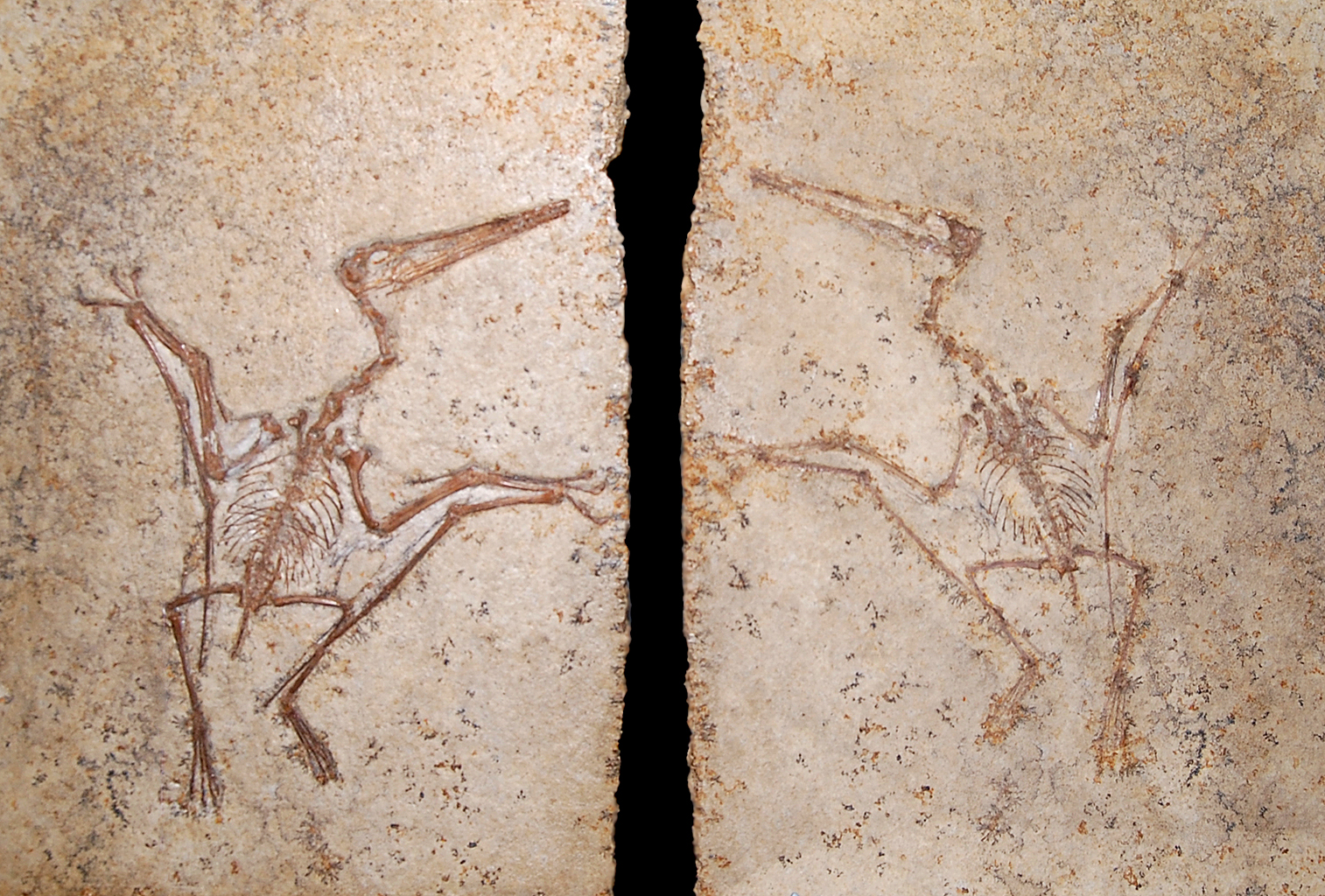
Plaat en tegenplaat van het beroemde "Wener Exemplaar", specimen NHMW 1975/1756/0000

In 2012 meldde Bennett dat er zich ook een naar achteren oplopende kam op de achterste snuit zou hebben bevonden. Die bereikte het hoogste punt midden op het schedeldak. Bij een zeer grote recent ontdekte schedel, specimen BMMS 7 met een geschatte lengte van zo'n twintig centimeter, was een zeer lage horizontale beenkam zichtbaar met een lengte van vijf centimeter en een hoogte van 0,9 millimeter. Nader onderzoek wees volgens Bennett uit dat zo'n kam zich ook op het holotype bevond waar het eerder was aangezien voor de normale bovenrand. Ook MCZ 1505, de tegenplaat van BSP 1883 XVI 1, zou een dergelijke crista saggitalis tonen, over zo'n veertig procent van de schedellengte, zij het van zacht weefsel. De elf centimeter lange schedel van dit specimen liet zo zien waar de lage beenkam voor diende: hij vormde de basis voor een hogere kam van bindweefsel boven de achterste helft van de schedel; het hoogste bewaarde punt van de zachte kam lag op 9,5 millimeter van de beenwand. Al in 1929 had Döderlein bij de beschrijving van specimen BSP 1929 I 18, dat hij benoemde als P. cormoranus, een zachte kam op de kop gemeld, een fleischigen, hahnenkammartigen Auswuchs. Dit trok toen weinig aandacht en latere preparatie van de plaat zou de meeste sporen van de weke delen vernietigen maar Bennett bevestigde in 2012 de waarneming aan de hand van de oorspronkelijke foto's. Dit specimen bleek ook een achterhoofdskam te hebben gehad. In 2000 werd een zachte kam gemeld door Tischlinger bij de beschrijving van een exemplaar in particuliere hand. De beenkammen hebben een glad zijvlak, in tegenstelling tot het gegroefde oppervlak van de kammen van verwante soorten. Bennett hield rekening met de mogelijkheid dat geen speciale eigenschap was maar simpelweg een teken van een jonge leeftijd; bij oudere dieren zouden de krachten die de zachte kam uitoefende tot littekens kunnen hebben geleid. Frey en Tischlinger hebben gesuggereerd dat de snuitkam en de achterhoofdskam in elkaar overliepen maar volgens Bennett bestaat daarvoor geen direct bewijs; hij meent bij het door hen in 2000 beschreven exemplaar te kunnen zien dat de snuitkam ophoudt voordat de achterste kam bereikt wordt. Een tweede twistpunt vormt de precieze aard van het zachte weefsel: volgens beide Duitse onderzoekers gaat het voornamelijk om bindweefsel dat van onderen uit door migrerende botcellen gemineraliseerd werd maar Bennett denkt dat het voornamelijk om dikke lagen opperhuid gaat die door een harde hoornlaag verstijfd werden. Dat bindweefselvezels geen belangrijke component vormden acht hij ook bewezen door de heel andere — of ontbrekende — indruk van de vrij zeker uit bindweefsel opgebouwde keelzak.

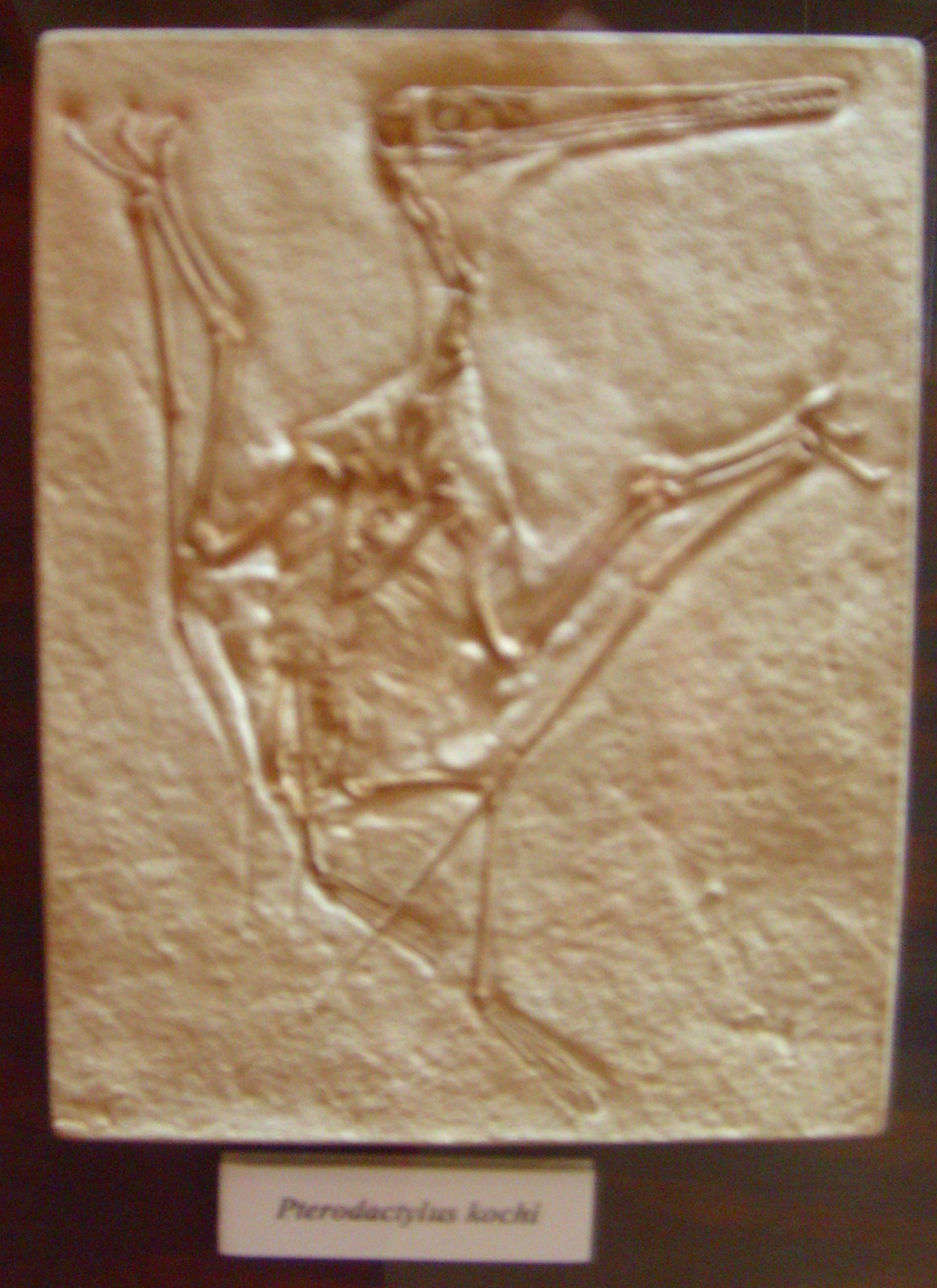
Afgietsel van een exemplaar te München, BSP 1937 I 18, dat de vlieghuiden laat zien

Afdrukken van de vlieghuiden tonen dat die vrij smal waren en van de punt van de vleugel tot vermoedelijk onder aan de knie reikten en versterkt waren door aktinofribielen, van de vleugelvinger naar de achterrand lopende vezels die de vleugel voldoende stijfheid gaven om in allerlei vluchtomstandigheden het dragende vermogen te behouden en waarmee het vleugelprofiel aan die omstandigheden kon worden aangepast doordat een onderliggende spierlaag hun onderlinge afstand kon regelen. Een studie uit 2021 toonde bij specimen BSP 1937 I 18 ook zo'n spierlaag aan in de voorste basis van de vleugel, lopend van de zesde halswervel tot het opperarmbeen, met dezelfde functie als de stroomlijnkap bij vliegtuigen. De laag kan ook geholpen hebben de vleugel in te trekken. Dezelfde vezels, met een onderlinge afstand van 0,2 millimeter, zijn aangetroffen in de teenvliezen, een teken dat die niet zozeer als zwemvliezen gebruikt werden maar als verticaal richtingsroer tijdens het vliegen. Ook zijn afdrukken gevonden die wijzen op een gespleten uropatagium dat liep van de positie van de vijfde teen tot aan het puntje van de staart en van een propatagium tussen de voorste vleugelrand en de nek. Of ook kam op het hoofd een aerodynamische functie had, is omstreden. Een hoge beenkam zou als een zeer effectief richtingsroer gewerkt kunnen hebben omdat door zo'n voorste stuurvlak iedere zijwaartse beweging van de kop de vlucht sterk instabiel gemaakt had. Dat die kam echter grotendeels uit slapper weefsel bestond, meegevend aan de winddruk, kan een teken zijn dat hij voornamelijk voor de communicatie binnen de soort bedoeld was om leeftijd of geslacht aan te geven. Misschien had hij daartoe een opvallende kleur — althans voor de pterodactyli zelf, wier kleurperceptie niet noodzakelijkerwijze met de menselijke overeenkwam.
Er zijn ook natuurlijke afgietsels van de hersenen bewaard gebleven. Die laten zien dat de kleine hersenen ongeveer half zo lang waren als de grote hersenen. De hersenvorm was vrij breed waarbij de hele achterkant van de schedel gevuld werd maar doordat die schedel niet bolde ook tamelijk plat. De optische lobben waren erg groot wat duidt op een zeer goed gezichtsvermogen. De reuklobben waren echter juist erg klein; het dier ging bij het zoeken van de prooi kennelijk niet op de geur af. De flocculi die de vliegbewegingen en het profiel van de vlieghuid regelden, waren weer zeer groot. Qua grootte zat het brein tussen dat van de huidige koudbloedige reptielen en de vogels in.

### Groeistadia

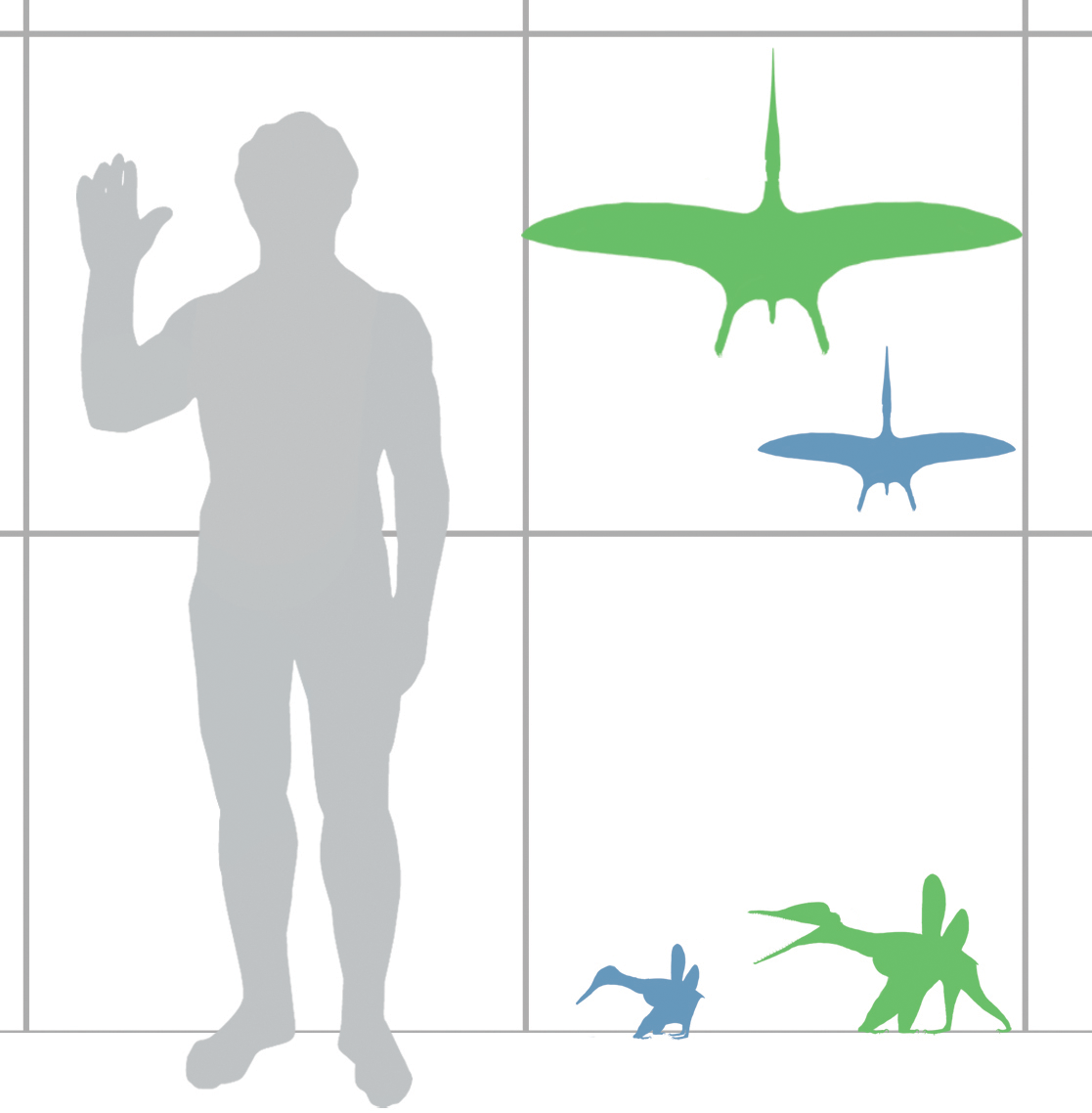
Een volwassen pterodactylus in het groen, het holotype in het blauw

Het grotere aantal fossielen maakt het mogelijk om statistische analyses uit te voeren waarbij gekeken kan worden of binnen het geheel van pterodactyloïde fossielen dat de Solnhofener kalksteen heeft opgeleverd er deelverzamelingen te vinden zijn van exemplaren waarbij de proporties van het lichaam overeenkomen. Verder kan men kijken hoeveel individuen een bepaalde grootte hadden. Het eerste soort onderzoek bracht Bennett in 1996 tot de conclusie dat P. micronyx in feite het jong was van Gnathosaurus en P. elegans van Ctenochasma; als correcties werden aangebracht voor de allometrie, de relatieve veranderingen bij de groei, waren hun lichaamsverhoudingen hetzelfde als bij de volwassen vormen.

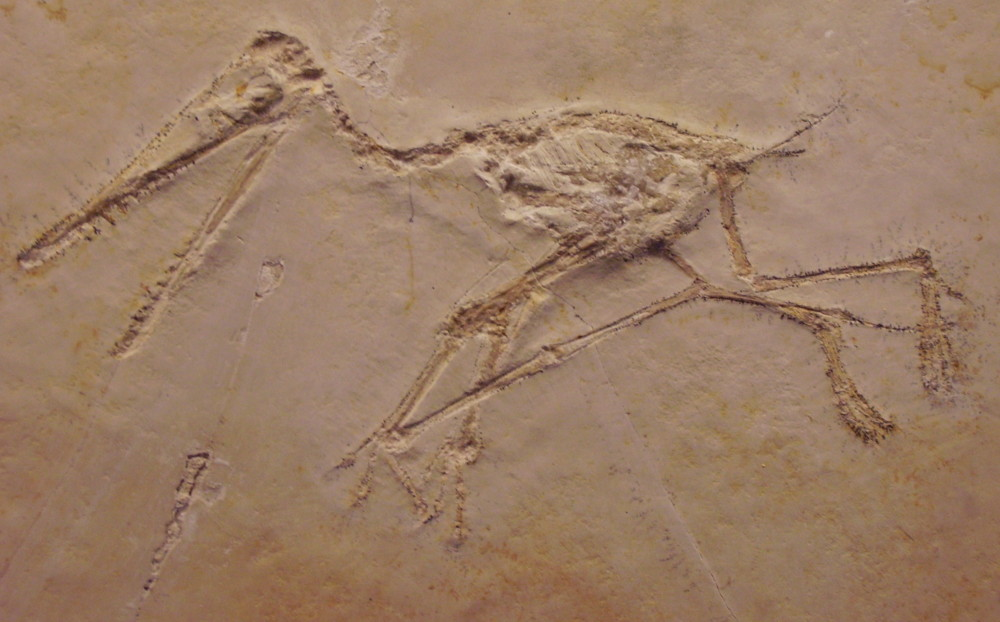
Dat calcietkristallen de botuiteinden vervormd hebben, zoals hier bij een exemplaar van P. kochi, is een teken dat die nog niet geheel verbeend waren. De zwarte lijntjes zijn dendrieten

Voor P. kochi en P. antiquus was de uitkomst dat ze erg overeenkwamen, hoewel er ruimte bleef voor twijfel. Daarbij gebruikte Bennett eerdere metingen van Wellnhofer. Latere hermetingen leidden tot het resultaat dat beide soorten identiek waren in proportie en vermoedelijk slechts groeifasen vertegenwoordigden van één enkele soort. Keek hij naar het aantal individuen van een bepaalde grootte dan bleek de grafiek een bimodale verdeling te hebben, dus met twee pieken. Bij de eerste piek lag de modus van de lengte van de schedel op drie centimeter en de lengte van het opperarmbeen op twaalf millimeter. Bij de tweede piek was dat respectievelijk acht centimeter en 29 millimeter. Deze grootteklassen interpreteerde hij als jaarklassen. Als de eieren niet continu maar in een bepaald seizoen gelijktijdig gelegd werden, zou ieder jaar een geboortegolf ontstaan en kwamen in de populatie de individuen van de jaarlijkse generaties in grootte overeen. De eerste piek zou de eenjarige dieren vertegenwoordigen en de tweede piek de tweejarige. Dat de eerste piek uit jongere dieren bestond, werd bevestigd door de geringere vergroeiing van de beenderen en de mindere verbening van de botuiteinden bij de ledematen, die kennelijk nog ten dele uit kraakbeen bestonden. Als mogelijke verklaringen voor het feit dat heel jonge dieren dieren zeldzaam waren, suggereerde Bennet dat die nog niet waren uitgevlogen of dat de sterfte ook door het seizoen bepaald werd; de winters zouden (relatief: het klimaat was warm) koel en nat geweest zijn, de zomers heet en droog met een hogere mortaliteit tot gevolg. Ook zou het seizoen samengehangen kunnen hebben met een migratiepatroon. Ook sommige andere soorten in de Solnhofener kalksteen laten eenzelfde bimodale verdeling zien, waaronder de vissen Tharsis dubius en Caturus falcatus.

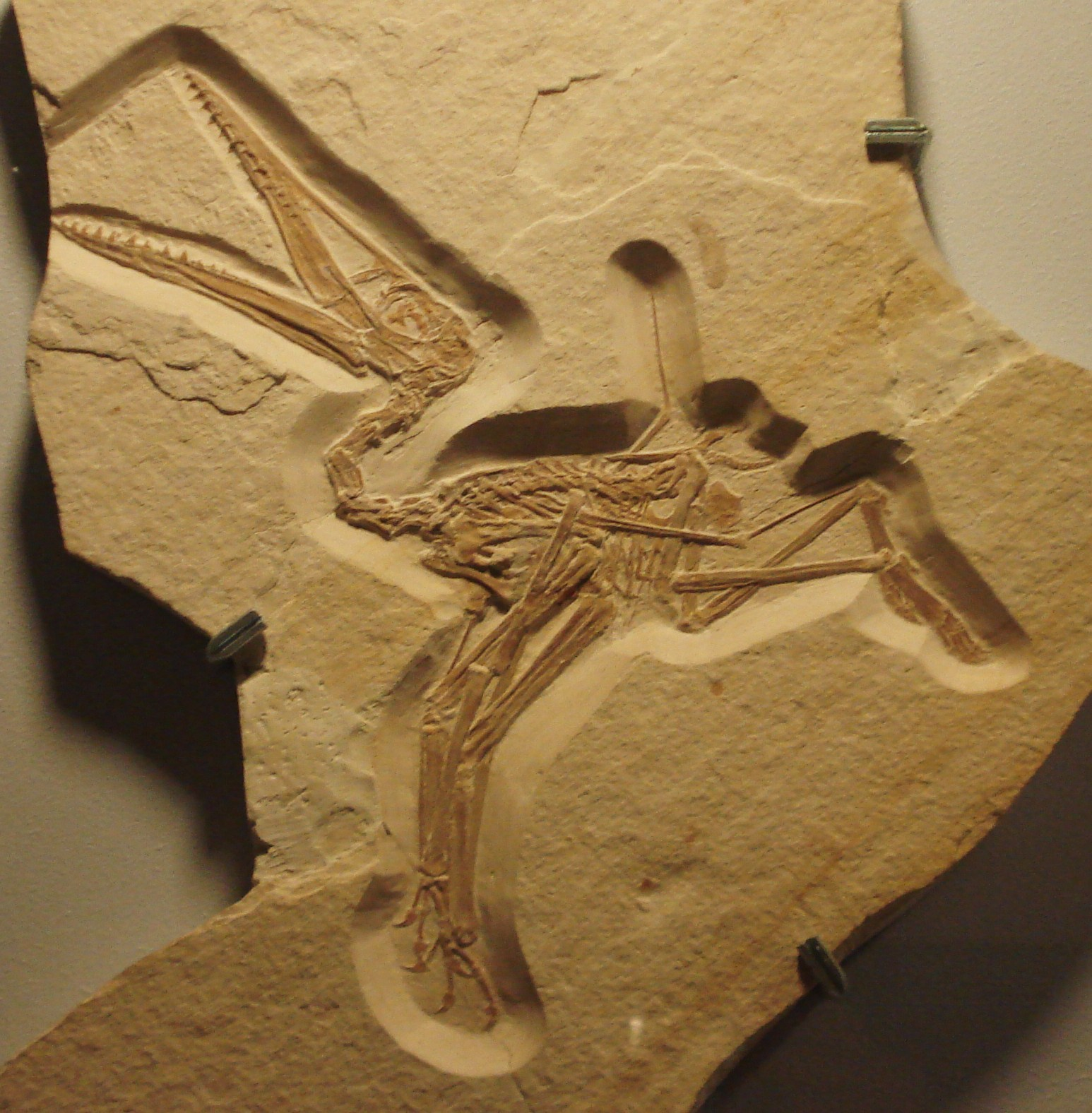
Een jong exemplaar aan P. kochi toegewezen

Een problematisch gegeven is dat de tweede piek hoger was dan de eerste en dat er zich kennelijk geen volledig volwassen exemplaren in bevonden met volledig vergroeide bekkenbeenderen en schoudergordel. Wellnhofer had gemeend dat het een eigenaardigheid was van het geslacht Pterodactylus dat deze vergroeiing nooit plaatsvond. De grotere dieren zouden dus toch de volwassenen zijn, te onderscheiden aan hun relatief kleinere oogkassen. Bennett concludeerde dat oudere exemplaren simpelweg nog niet gevonden waren. Zelfs het grootste in 1996 bekende exemplaar, BSP 1883.XVI.1 dat met een schedellengte van veertien centimeter ver buiten de tweede piek lag, was nog niet volgroeid en hetzelfde geldt voor het op een na grootste exemplaar, BSP AS.I.739. Het in 2012 grootste bekende specimen, BMMS 7 met een geschatte schedellengte van 197 millimeter, heeft schoudergordel en bekken niet bewaard maar moet volwassen geweest zijn gezien een naadloze vergroeiing van veel schedeldelen.

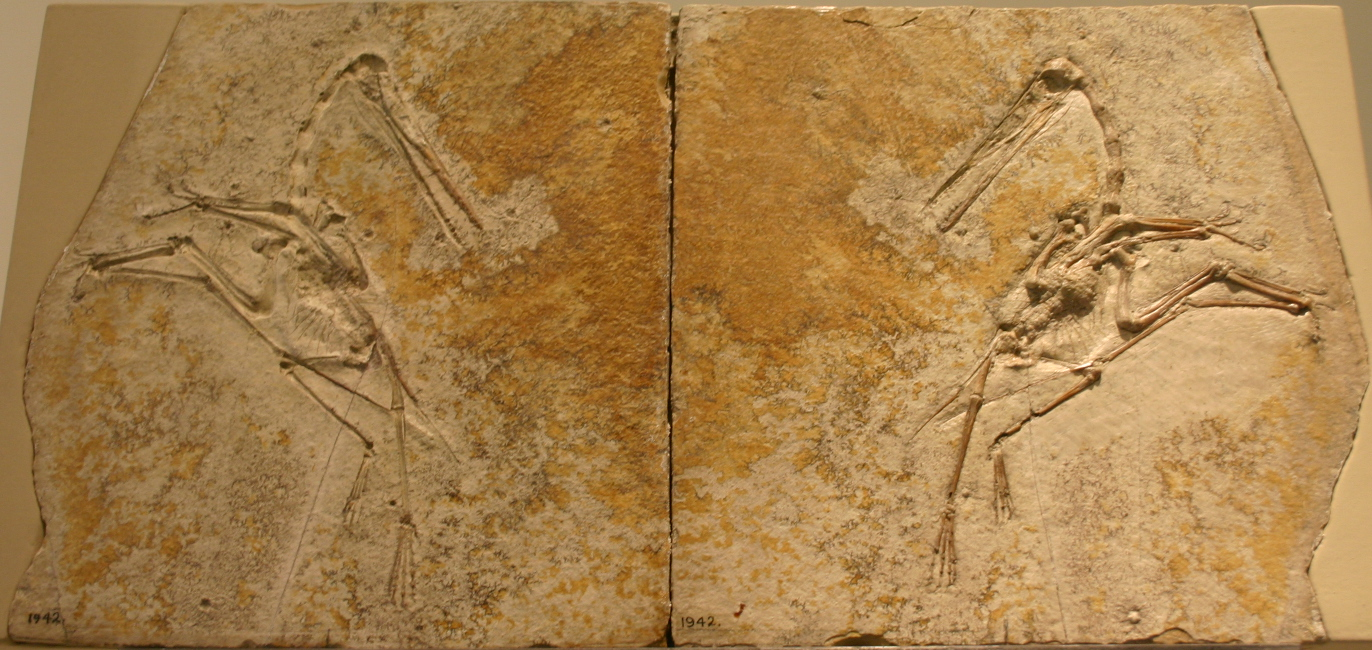
Exemplaren die aan P. antiquus werden toegewezen, zoals deze plaat en tegenplaat, waren maar gemiddeld maar iets groter. Dit is AMNH 1942, het specimen met de spierafdrukken

Uit de vooronderstelling dat de pieken jaarklassen aangaven, kon ook de groeisnelheid berekend worden. Die bleek niet hoger te liggen dan die van huidige koudbloedige reptielen, zoals een alligator. Bennett had in een eerdere studie hetzelfde vastgesteld voor, ook al bimodaal verdeelde, Rhamphorhynchus muensteri en voor die soort de conclusie getrokken dat, ondanks de vacht, er geen echte warmbloedigheid bestond; de lichaamstemperatuur zou alleen tijdens de vlucht door de spieractiviteit constant zijn gehouden maar in rust teruggezakt zijn. Ramphorhynchus was echter een basale, of 'primitieve' soort waarbij de suggestie voor de hand lag dat de stofwisseling dus ook nog onvolkomen was geweest. Nu ook een pterodactyloïde dezelfde kenmerken vertoonde, was hij voorzichtiger in zijn conclusies. Unwin heeft gesteld dat de langzamere groei het gevolg kan zijn geweest van een geringere broedzorg. Sinds 2004 is bekend dat pterosauriëreieren een meer leerachtige schaal hadden en vermoedelijk bedekt moesten worden met aarde en plantenmateriaal om niet uit te drogen. De ouders hoefden een nest dus niet te bebroeden. De jongen hadden bij het uitkomen al de vleugellengte om te kunnen uitvliegen en werden wellicht niet door de ouders gevoerd. De heel steile groeicurves van vogels, of van zoogdieren die een zeer voedzame moedermelk krijgen, zouden zo niet kunnen worden gehaald.
Een eerdere statistische studie uit 1976 door Niall Mateer, die trouwens ook al gesuggereerd had dat P. kochi en P. antiquus conspecifiek waren, had geconcludeerd dat er sprake was van seksuele dimorfie: P. micronyx en P. kochi zouden de vrouwtjes geweest zijn en P. antiquus de mannetjes. Bennett verwierp deze hypothese omdat er behalve de grootte geen verschil in bouw leek te zijn tussen P. kochi en P. antiquus. P. micronyx achtte hij, als andere soort, in verband irrelevant.

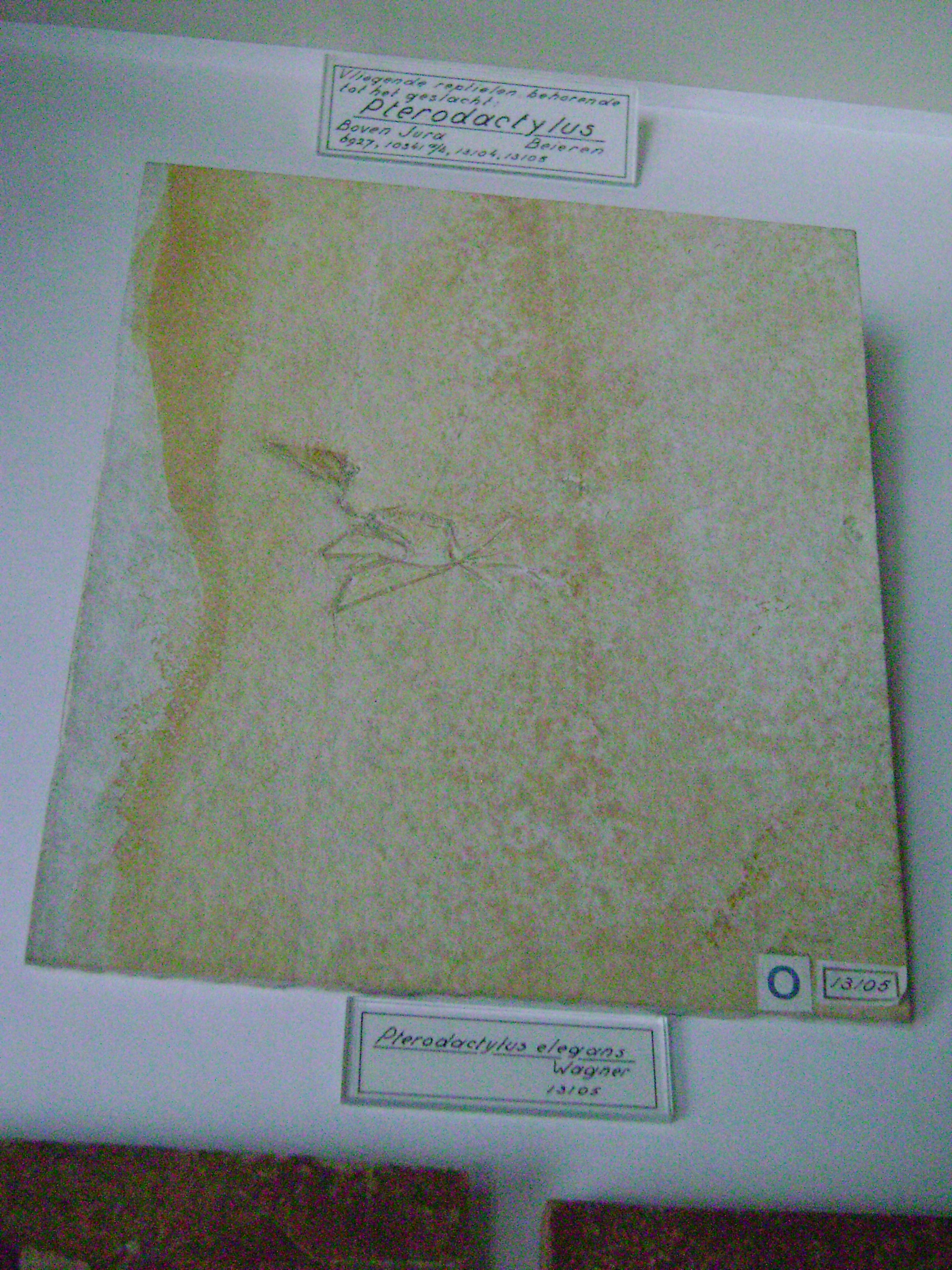
Een zeldzaam klein specimen van P. antiquus, TM 13105, met de kenmerkende stompe kop. Het is foutief gelabeld as P. elegans

Het onderscheid tussen P. kochi en P. antiquus bleek vooral ontogenetisch te zijn, een verschil in rijping. Daarbij vertegenwoordigen de twee soorten niet eens een echte ontogenetische reeks. Het is dus niet zo dat de eerste piek van kleinere individuen alleen uit P. kochi bestond en de tweede piek uit P. antiquus. Vrij willekeurig bleken in de loop der tijd exemplaren aan de ene of de andere soort te zijn toegekend. Bennett merkte op dat hij nooit aan een fossiel zelf kon zien tot welk van beide vormen het behoorde, daarvoor moest hij op het label kijken. Alleen gemiddeld waren exemplaren die bij P. kochi werden ondergebracht iets kleiner; BSP AS.I.739 was maar weinig groter dan het grootste 'kochi'-specimen.

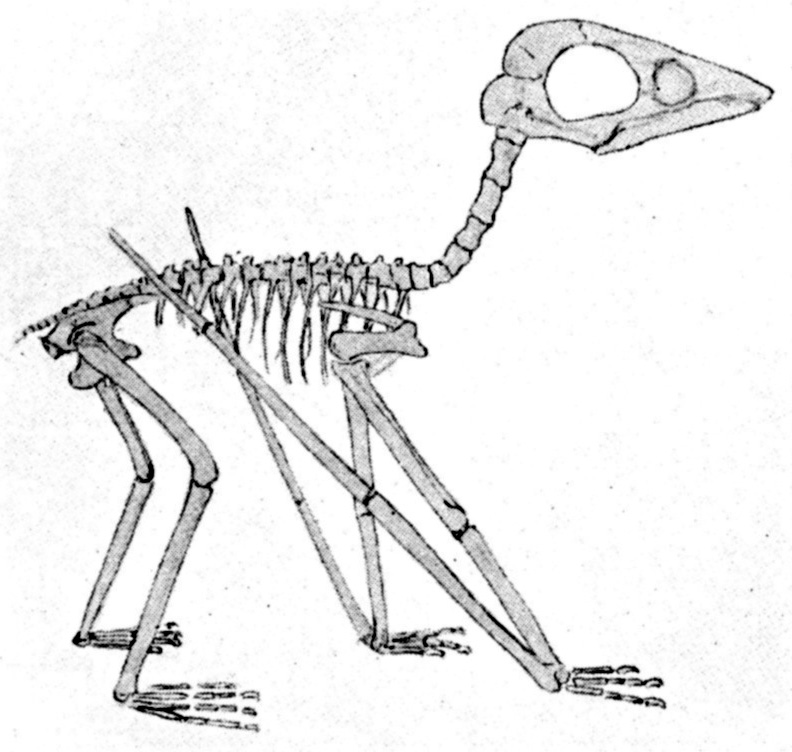
Een model van een jonge pterodactylus met korte kop en maar drie verbeende vleugelvingerkootjes

Enkele 'kochi'-exemplaren zijn tamelijk klein en samen met het type-exemplaar van P. brevirostris laten ze ons zien hoe de jongen eruitzagen. Die hadden een erg korte snuit en nek. De gedrongen kop contrasteerde sterk met de langgerekte kaken van 'P.' micronyx en P. elegans, die al heel jong de typische holle kaakvorm van de Ctenochasmatidae hadden. Hun uiterste vleugelvingerkootjes en teenkootjes waren nog niet verbeend en de skeletten tonen dan ook de teenkootjesformule 2-3-3-3-1. P. brevirostris had een vleugelspanwijdte van maar vijfentwintig centimeter en bij de kleinste exemplaren aan P. kochi toegewezen, was de vlucht zelfs slechts achttien centimeter. Tijdens de groei verlengden de schedel, de nek en de vleugels; het dijbeen werd juist relatief korter. Het eerste kootje van de vijfde teen werd weer geresorbeerd totdat het geheel verdween. In de langere kaak groeiden vooraan tanden bij zodat in de bovenkaak de tandenrij toenam van vijftien naar twintig stuks. Dit is een duidelijk verschil met P. elegans, waar dat aantal al jong het getal van achtendertig bereikt. Een verbreding van de tandbasis die Wellnhofer meende waar te nemen, werd door Bennett gezien als een gevolg van compressie tijdens de fossilisering. De 'kochi'/'antiquus'-exemplaren die deze fase bereikt hadden, waren nog lang niet volgroeid, hoewel het wel mogelijk is dat ze al geslachtsrijp waren. Het holotype van P. kochi heeft maar een schedellengte van 84 millimeter en een spanwijdte van 48 centimeter. Voor BSP AS.I.739, het in 1784 beschreven originele exemplaar van P. antiquus, bedragen die waarden respectievelijk 108 millimeter en 54 centimeter.

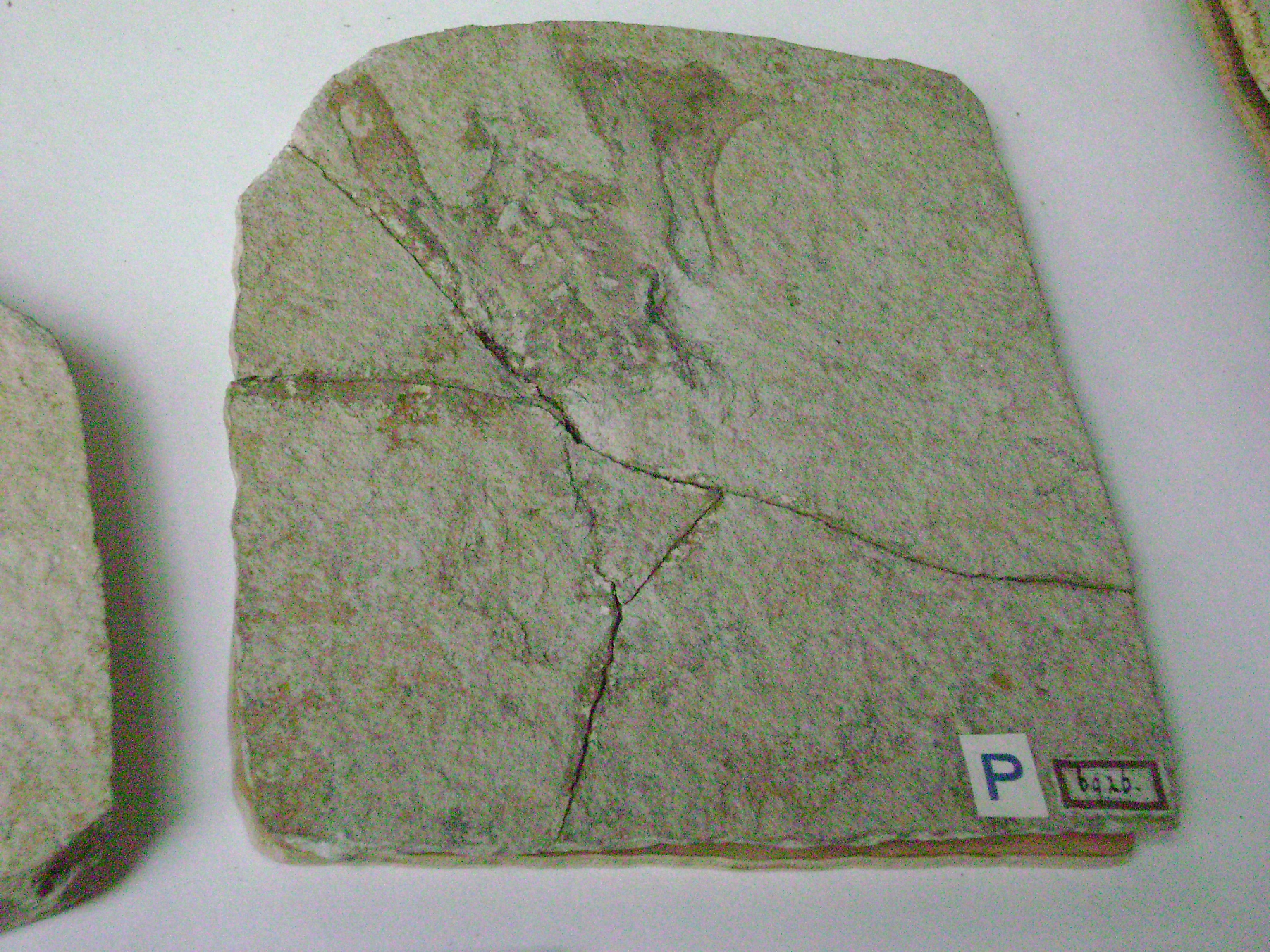
Op grond van dit soort fragmentarische resten, hier de tegenplaat van P. grandipelvis, TM 6926, moet de maximale grootte van Pterodactylus geschat worden

Bij de volwassen exemplaren, die dus minstens drie jaar oud moeten zijn geweest, vergroeiden vele botten en vertraagde de groei. In deze fase ontstond een lage beenkam op de praemaxilla die wellicht overliep in de huidflap op het achterhoofd. Opmerkelijk is dat dat het grote type-exemplaar van Germanodactylus cristatus, afkomstig uit dezelfde formatie, eenzelfde kam heeft. Vroeger werd wel gedacht, onder andere door Bennett zelf in 1993, dat dit de volwassen vorm van Pterodactylus vertegenwoordigde maar Germanodactylus heeft juist minder tanden — terwijl volwassen pterodactyli vijfentwintig tanden of meer in de bovenkaak hadden — een kortere nek en tandeloze kaakpunten.
Doordat ook volwassen individuen nog langzaam doorgroeiden, is het lastig een maximumgrootte aan te geven. Het lange tijd grootste bekende maar nog onvolgroeide specimen BSP 1883.XVI.1 had een spanwijdte van ongeveer driekwart meter. Het in 2003 door Bennett gemelde volwassen exemplaar had volgens zijn schatting uit 2012 een spanwijdte van 1062 millimeter. Daardoor zou het ongeveer acht maal zwaarder geweest zijn dan het holotype, waarvan in 2008 door Mark Paul Witton het gewicht geschat werd op zeventig gram; het zou dus ruim een halve kilogram hebben gewogen. Het getal van 2,5 meter vleugelspanwijdte dat vaak in de populair-wetenschappelijke boeken genoemd wordt, was gebaseerd op het tijdens de Tweede Wereldoorlog verloren gegane exemplaar van P. grandis, waarvan tegenwoordig gedacht wordt dat het geen materiaal van Pterodactylus was. Fragmentarische resten, zoals van P. grandipelvis, wijzen op een vlucht van tegen de twee meter maar zijn moeilijk met zekerheid te identificeren; Bennett dacht dat het ook materiaal zou kunnen zijn van Cycnorhamphus.

## "Pterodactylus"longicollum

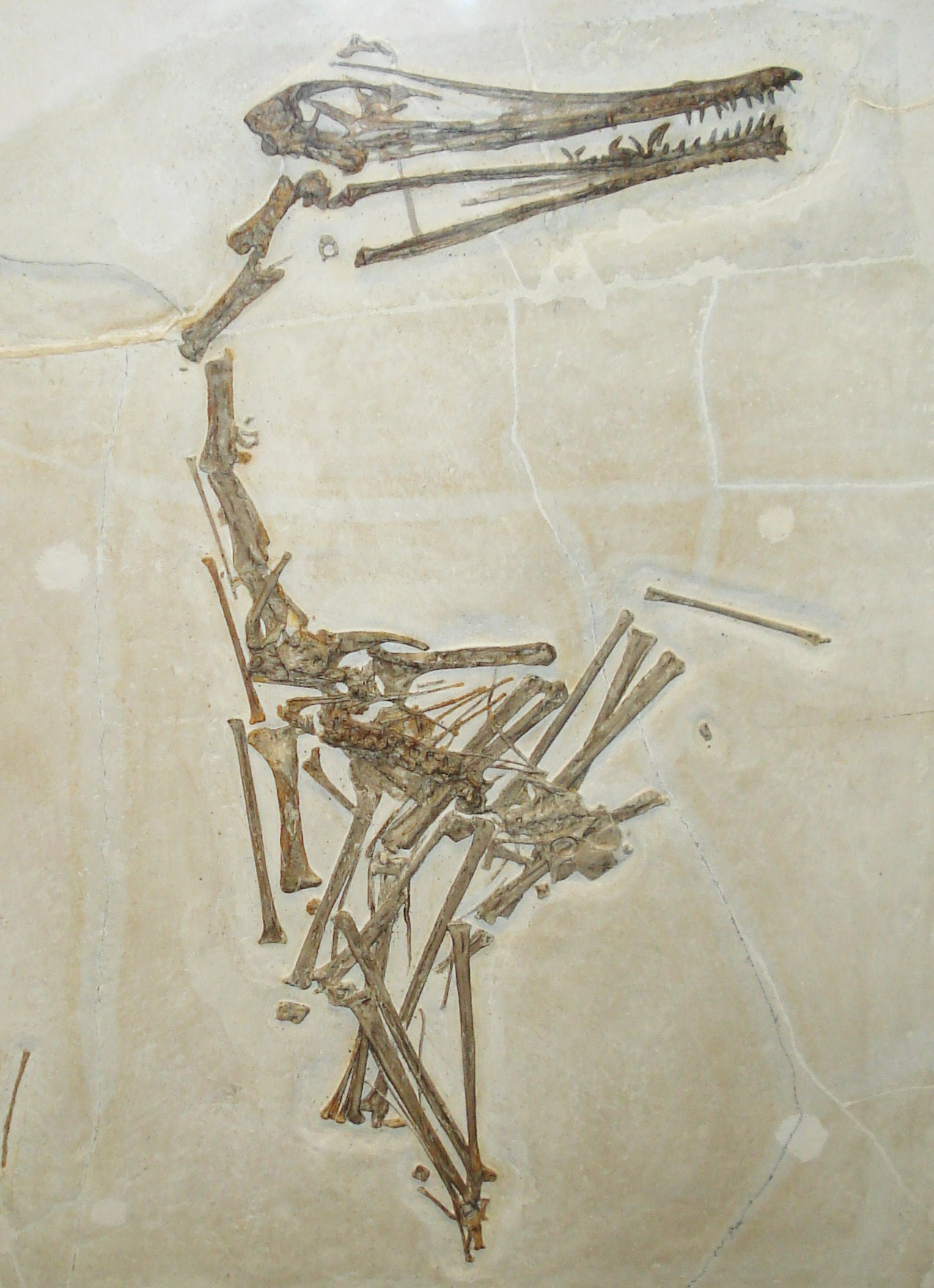
Neotype van Pterodactylus longicollum, de typesoort van Ardeadactylus

In 1854 had von Meyer op basis van een groot exemplaar gevonden bij Eichstätt een Pterodactylus longicollum benoemd, de 'langhals'. Later werden er verdere specimina aan deze soort toegewezen; sommige specimina van hetzelfde type werden tot een aparte soort benoemd zoals Pterodactylus vulturinus of ondergebracht bij Pterodactylus suevicus Quenstedt. Achteraf bleek Georg Graf zu Münster al in 1836 voor zo'n fossiel de naam Pterodactylus longipes te hebben bedacht; die wordt tegenwoordig als een nomen oblitum, een "vergeten naam" beschouwd en Pterodactylus longicollum als een nomen protectum. De fossielen zijn nogal afwijkend van Pterodactylus antiquus; al in 1871 gebruikte Seeley een deel van het materiaal voor zijn nieuwe genus Diopecephalus en in 1891/1901 benoemde hij een ander skelet tot Cycnorhamphus fraasi(i). In 1974 dacht Jacques Fabre dat de soort bij Gallodactylus behoorde, dus als een G. longicollum, een opvatting die nu verlaten is. Tegenwoordig wordt algemeen aangenomen dat de soort beter niet bij Pterodactylus kan worden ingedeeld; een analyse van Unwin had als uitkomst dat de soort nauwer verwant was aan Germanodactylus. Sommigen begonnen al van een Diopecephalus longicollum te spreken, een herleving van de in vergetelheid geraakte naam van Seeley, toen Bennett in 2006 aantoonde dat Seeley als type voor Diopecephalus materiaal aangewezen had dat onder P. kochi geclassificeerd was en niets met P. longicollum van doen heeft. Er diende dus alsnog een nieuwe naam te worden gegeven en tot dat moment sprak men voorlopig van een "Pterodactylus" longicollum, waarbij de aanhalingstekens aangeven dat men zich bewust is van het feit dat het niet om Pterodactylus gaat.
Het type lijkt niet heel erg op Pterodactylus en heeft, zoals de soortaanduiding al aangeeft, een erg lange nek, langer dan de schedel. Die schedel, hoewel slank en langgerekt als bij Pterodactylus, is achteraan boller en vooraan holler. Hij draagt een lage kam. De fenestra nasoantorbitalis is korter, maar iets langer dan de oogkas, en mist de lange processus nasalis. Er staan vijftien slankere en langere meer gekromde tanden in de bovenkaak, die echter juist een bredere basis hebben. De tandenrij is korter en begint pas een stuk vóór de fenestra nasoantorbitalis. De romp is meer gedrongen met een hoekiger borstbeen. De middenhandsbeenderen zijn veel langer; de uiterste vingerkootjes van de vleugelvinger juist korter. Omdat het materiaal groter is dan de meeste Pterodactylus-fossielen met bij het neotype een schedellengte van 215 millimeter, een romplengte van vijftien centimeter en een vleugelspanwijdte van 145 centimeter, bestond de mogelijkheid dat dit slechts rijpingsverschillen vertegenwoordigden; dit type was een volwassen exemplaar. De vondst van een volgroeid exemplaar van P. antiquus toonde echter dat die juist meer tanden had dan de jonge dieren, niet minder. Het ging bij P. longicollum dus om een apart taxon; Bennett heeft dit in 2012/2013 benoemd als het geslacht Ardeadactylus.

## Fylogenie
De eerste wat nauwkeuriger indeling waaraan Pterodactylus werd toegewezen was Pterodactyli door von Meyer, hoewel dat eigenlijk gewoon het meervoud was van Pterodactylus. In 1838 maakte prins Karel Lucien Bonaparte er een familie van: de Pterodactylidae. Daaronder werden toen in feite alle bekende pterosauriërs gerekend die trouwens bijna als pterodactyliërs door het leven waren gegaan als aan het voorstel van Henri Ducrotay de Blainville uit 1835 om een orde Pterodactylia te erkennen algemeen gevolg was gegeven.
Later, toen alleen de meer direct aan Pterodactylus verwante soorten onder de Pterodactylidae werden gerekend, gebruikte men soms een nog beperkter begrip zoals het Pterodactylinae van Williston uit 1892 of een nadere naam zoals het Ornithocephalidae van Oliver Perry Hay uit 1902. Walter Reginald Hooley zette de jongere vormen apart in een Ptenodraconinae. Zelfs wanneer men niet zover ging, was het tot in de jaren tachtig niet ongebruikelijk de kleinste "soorten" als de meest basale Pterodactyloidea te zien, die rechtstreeks afgestamd zouden zijn van kleine Rhamphorhynchidae of later een dwergfase hadden doorgemaakt. Dat leek aannemelijk omdat ze tot de oudste goed bekende pterodactyloïden behoorden. Door Bennetts onderzoek is duidelijk geworden dat de vermeende "primitieve" trekken, zoals de korte nek en middenhandsbeenderen, in feite juveniele eigenschappen waren.
De moderne exacte kladistische modellen spreken elkaar ten dele tegen. Volgens de analyse van David Unwin bevindt Pterodactylus zich basaal in de Euctenochasmatia, zonder duidelijke heel directe verwanten. Volgens het model van Alexander Kellner heeft Pterodactylus een basale positie in de Archaeopterodactyloidea, wat voornamelijk slechts een terminologisch onderscheid is, en is een nauwe verwant van Germanodactylus. In dit laatste zit een groot verschil met Unwin die Germanodactylus in een geheel andere positie plaatst. Binnen een Chinese aanvulling van het model van Kellner is Eosipterus een nog nauwere verwant van Germanodactylus dan Pterodactylus zelf. Geen verschil tussen beide onderzoekers is dat de Ctenochasmatidae relatief dicht bij Pterodactylus staan.
Een analyse door Brian Andres uit 2018 leverde het volgende kladogram op.
|  | Germanodactylus cristatus                         |
|  |                                                   |
|  | Germanodactylus rhamphastinus (= Altmuehlopterus) |
|  |                                                   |

| Gallodactylidae | \| \| Cycnorhamphus suevicus \| \| \| \| \| \| Normannognathus wellnhoferi \| \| \| \| |
|                 | \| \| Cycnorhamphus suevicus \| \| \| \| \| \| Normannognathus wellnhoferi \| \| \| \| |
|                 | Ctenochasmatidae                                                                       |
|                 |                                                                                        |
|                 | Cycnorhamphus suevicus                                                                 |
|                 |                                                                                        |
|                 | Normannognathus wellnhoferi                                                            |
|                 |                                                                                        |

|  | Cycnorhamphus suevicus      |
|  |                             |
|  | Normannognathus wellnhoferi |
|  |                             |

| Gallodactylidae | \| \| Cycnorhamphus suevicus \| \| \| \| \| \| Normannognathus wellnhoferi \| \| \| \| |
|                 | \| \| Cycnorhamphus suevicus \| \| \| \| \| \| Normannognathus wellnhoferi \| \| \| \| |
|                 | Ctenochasmatidae                                                                       |
|                 |                                                                                        |
|                 | Cycnorhamphus suevicus                                                                 |
|                 |                                                                                        |
|                 | Normannognathus wellnhoferi                                                            |
|                 |                                                                                        |

|  | Cycnorhamphus suevicus      |
|  |                             |
|  | Normannognathus wellnhoferi |
|  |                             |

|  | Germanodactylus cristatus                         |
|  |                                                   |
|  | Germanodactylus rhamphastinus (= Altmuehlopterus) |
|  |                                                   |

| Gallodactylidae | \| \| Cycnorhamphus suevicus \| \| \| \| \| \| Normannognathus wellnhoferi \| \| \| \| |
|                 | \| \| Cycnorhamphus suevicus \| \| \| \| \| \| Normannognathus wellnhoferi \| \| \| \| |
|                 | Ctenochasmatidae                                                                       |
|                 |                                                                                        |
|                 | Cycnorhamphus suevicus                                                                 |
|                 |                                                                                        |
|                 | Normannognathus wellnhoferi                                                            |
|                 |                                                                                        |

|  | Cycnorhamphus suevicus      |
|  |                             |
|  | Normannognathus wellnhoferi |
|  |                             |

| Gallodactylidae | \| \| Cycnorhamphus suevicus \| \| \| \| \| \| Normannognathus wellnhoferi \| \| \| \| |
|                 | \| \| Cycnorhamphus suevicus \| \| \| \| \| \| Normannognathus wellnhoferi \| \| \| \| |
|                 | Ctenochasmatidae                                                                       |
|                 |                                                                                        |
|                 | Cycnorhamphus suevicus                                                                 |
|                 |                                                                                        |
|                 | Normannognathus wellnhoferi                                                            |
|                 |                                                                                        |

|  | Cycnorhamphus suevicus      |
|  |                             |
|  | Normannognathus wellnhoferi |
|  |                             |

## Levenswijze

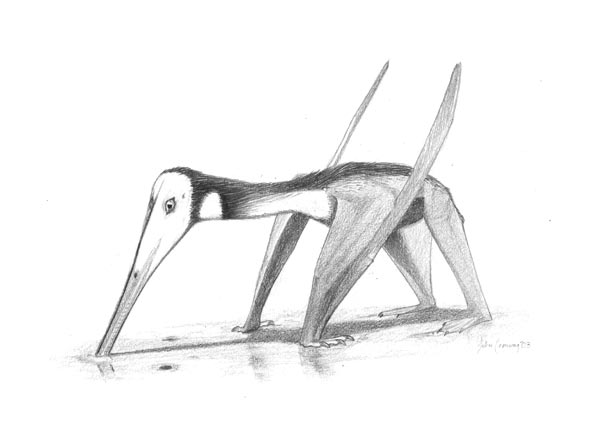
Een jonge pterodactylus die in de modder naar voedsel zoekt door John Conway. Bij het staan waren de handklauwen naar achteren gedraaid

Traditioneel werd Pterodactylus een levenswijze als insecteneter — gezien zijn kleine afmetingen — of viseter toebedacht — hij was immers in mariene afzettingen gevonden waarin ook fossielen van vissen gevonden zijn. Bennett achtte het in 2012 mogelijk dat Pterodactylus vooral op het tot acht centimeter lange visje Leptolepides sprattiformis joeg
Uit de Solnhofener kalksteen zijn echter vele pterosauriërs gevonden met wie Pterodactylus zijn habitat moest delen. Sommigen daarvan, Rhamphorhynchus, Scaphognathus en wellicht Germanodactylus, waren gespecialiseerde viseters. Anurognathus was een gespecialiseerde insecteneter. Beide typen joegen vliegend op hun prooi. Het kan voor Pterodactylus dus voordelig geweest kunnen zijn in het ecosysteem een andere niche te vullen. Welke deze zou kunnen zijn, wordt gesuggereerd door de verwanten van Pterodactylus, de Ctenochasmatidae zoals Ctenochasma en Gnathosaurus. Dit waren gespecialiseerde filteraars die aan de oever staand met hun lange bek gevuld met talloze lange tanden diertjes uit het water zeefden. Zo'n bek had Pterodactylus niet maar wel een lange spitse snuit met kleinere tanden en een tangvormig snaveltje die geschikt was om staande kleine ongewervelden uit de modder te trekken. Heel veel huidige oever- en strandvogels leven zo en Pterodactylus kan dus zijn kostje bij elkaar gescharreld hebben op de wijze van bijvoorbeeld de huidige scholekster. Zijn dunnere bek zorgde er dan voor dat er geen concurrentie optrad met Cycnorhamphus die gezien zijn bredere bek andere prooien in de modder zocht.

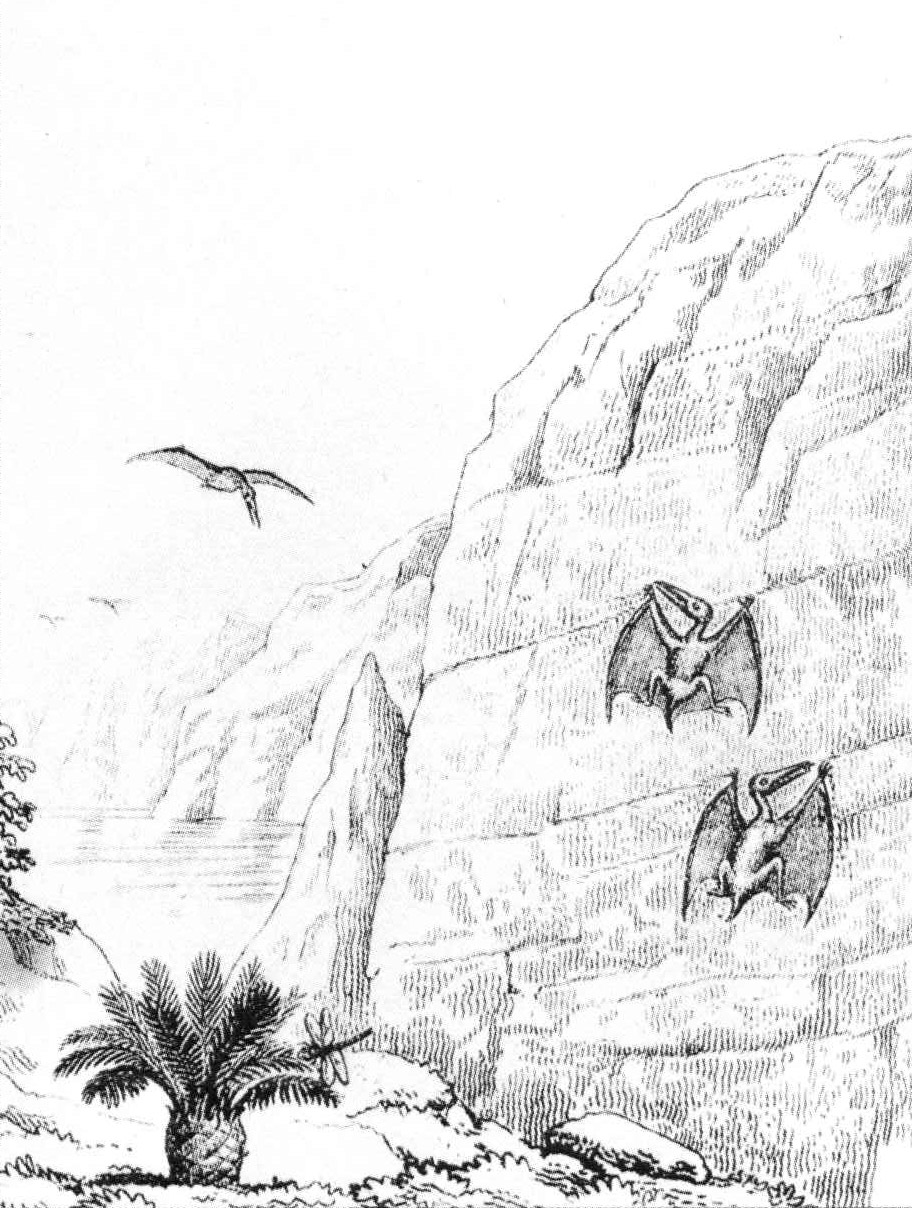
William Buckland gaf in 1836 de heersende opvatting weer dat pterodactyli als ze niet vlogen op rotsen zaten

Deze gedachte wordt ondersteund door andere details van de bouw. De Pterodactyloidea hadden lange middenhandsbeenderen. Daarmee konden ze zich op vier poten een meer opgerichte houding geven waardoor ze gemakkelijker konden lopen en waardoor in combinatie met de lange nek de ruimte geschapen werd om met de lange kop in de grond te prikken. De korte staart zat daarbij niet in de weg. Ze hoefden dus niet per se op rotswanden of in bomen te klauteren. De klauwen zijn bij Pterodactylus dan ook niet speciaal sterk ontwikkeld, hoewel de bewaard gebleven gekromde lange hoornschachten laten zien dat ze nog een aanzienlijk klimmend vermogen vermogen moeten hebben bezeten. Hoewel ongetwijfeld een goede en wendbare vlieger, geen vorm gespecialiseerd in het langeafstandszweven, was Pterodactylus niet speciaal aangepast aan het leveren van extreme krachtprestaties tijdens de vlucht, wat blijkt uit de matig grote aanhechtingspunten voor de vliegspieren aan het borstbeen en de deltopectorale kam. Het was voor hem voldoende om efficiënt van schor naar schor te kunnen bewegen.

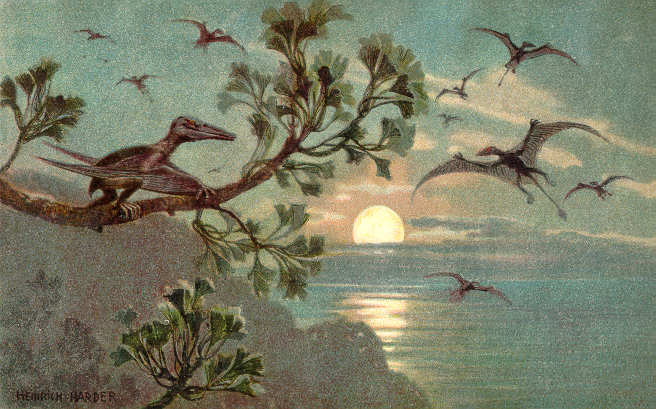
Terwijl Rhamphorhynchus (hier in de lucht) ging vissen, bleef Pterodactylus wellicht meer aan land, hier op een Japanse notenboom (ginkgo)

Het is de vraag of hij zich vaak de zee op waagde. Kennelijk deden dat vrijwel alleen de onvolwassen exemplaren — die maken immers het merendeel uit van de dieren die tientallen kilometers uit de kust in de hyperzoute lagune zouden vallen waarin de Solnhofener kalk zich zou afzetten, hun resten perfect bewarend — nauwelijks de jongen en de volwassenen. Waarom dat het omgekeerde patroon is als bij de ctenochasmatiden in deze leefwereld waarvan juist heel veel jongen maar geen enkele subadult exemplaar gevonden zijn, is onbekend — Bennett suggereerde dat deze laatste veel harder groeiden; in 2012 meende hij dat de levenscyclus van Pterodactylus met die van Leptolepides gesynchroniseerd was zodat de jongen uit het ei kwamen wanneer er veel kleine visjes te vangen waren. Verder zijn er weinig gegevens over de voortplanting; de schedelkammen zijn wellicht en geval van seksuele dimorfie en dienden dan als pronkorgaan. Ook onbekend is wanneer Pterodactylus antiquus precies geëvolueerd is en wanneer hij uitstierf of zich wellicht in twee soorten splitste. De Solnhofener kalk vormt een Lagerstätte, een vindplaats met uitzonderlijke goede conserveringsomstandigheden, een venster dat ons een blik gunt op een klein stukje wereldgeschiedenis en na ruim een half miljoen jaar weer dichtgaat.